# Réseau de bus Grand Versailles
Le réseau de bus Grand Versailles est un réseau de transports en commun par autobus et autocars circulant en Île-de-France, organisé par l'autorité organisatrice Île-de-France Mobilités et par la communauté d'agglomération Versailles Grand Parc. Il est exploité par la Transdev à travers la société Transdev Versailles, depuis le 1er août 2023.
Il se compose de 36 lignes qui desservent principalement le bassin de vie de Versailles.

## Histoire
Le réseau de bus du Grand Versailles fait depuis le 1 aout 2023 l'état de la fusion de toutes les lignes du réseau de bus Phébus, une partie des lignes de Transdev Ecquevilly, Transdev Nanterre, Hourtoule et STAVO.

## Développement du réseau

### Ouverture à la concurrence
En raison de l'ouverture à la concurrence des transports en commun en Île-de-France, le réseau de bus Grand Versailles est créé le 1er août 2023, correspondant à la délégation de service public numéro 28 établie par Île-de-France Mobilités. Un appel d'offres a donc été lancé par l'autorité organisatrice afin de désigner une entreprise qui exploitera le réseau pour une durée de cinq ans. C'est finalement Transdev, via sa filiale Transdev Versailles, qui a été désigné lors du conseil d'administration du 6 mars 2023.
À la date de son ouverture à la concurrence, le réseau se composait des lignes 11, 41 et 111 d'Hourtoule, des lignes du réseau de bus Phébus 1, 2, 3, 4, 5, 6, 7, 8, 9, 10, 13, 14, 105, 106 et 107 exploitées par Keolis Versailles et 52, 53 et 54 exploitées par Keolis Yvelines, des lignes 40, 43 et 51 exploitées par la STAVO, des lignes 17, 71, 76 et 177 exploitées par l'établissement Transdev d'Ecquevilly et des lignes 6, 27, 28, 29, 30, 38, 54, 55 et 460 exploitées par Transdev Nanterre.

### Renumérotation des lignes
À partir du 8 janvier 2024, le réseau appliquera le nouveau principe de numérotation régionale unique planifié par Île-de-France Mobilités, supprimant ainsi les doublons. La correspondance entre anciens et nouveaux numéros est la suivante :
| Ancien numéro                                     | Nouveau numéro |
| ------------------------------------------------- | -------------- |
| 1                                                 | 6201           |
| 2                                                 | 6202           |
| 3                                                 | 6203           |
| 4                                                 | 6204           |
| 5                                                 | 6205           |
| 6 (Viroflay – Versailles)                         | 6206           |
| 7                                                 | 6207           |
| 8                                                 | 6208           |
| 9                                                 | 6209           |
| 10                                                | 6210           |
| 11                                                | 6211           |
| 13                                                | 6213           |
| 14                                                | 6214           |
| 6 (Louveciennes)                                  | 6216           |
| 17                                                | 6217           |
| 27                                                | 6227           |
| 30                                                | 6230           |
| 28 et 29                                          | 6231 (fusion)  |
| 40                                                | 6240           |
| 41                                                | 6241           |
| 43                                                | 6243           |
| 460                                               | 6246           |
| 51                                                | 6251           |
| 52                                                | 6252           |
| 53                                                | 6253           |
| 54 (Saint-Cyr-l'École)                            | 6254           |
| 76                                                | 6276           |
| 38                                                | 6280           |
| 54 (La Celle-Saint-Cloud – Saint-Germain-en-Laye) | 6281           |
| 55                                                | 6282           |
| 71                                                | 6283           |
| 105                                               | 6284           |
| 106                                               | 6285           |
| 107                                               | 6286           |
| 111                                               | 6287           |
| 177                                               | 6288           |

## Lignes du réseau

### Lignes 6201 à 6209
| Ligne | Caractéristiques | Caractéristiques | Caractéristiques | Caractéristiques | Caractéristiques | Caractéristiques | Caractéristiques | Caractéristiques | Caractéristiques |
| 6201  | Le Chesnay-Rocquencourt — Centre Commercial Parly 2 ⥋ Versailles — Picardie | Le Chesnay-Rocquencourt — Centre Commercial Parly 2 ⥋ Versailles — Picardie                                                                             | Le Chesnay-Rocquencourt — Centre Commercial Parly 2 ⥋ Versailles — Picardie                                                                             | Le Chesnay-Rocquencourt — Centre Commercial Parly 2 ⥋ Versailles — Picardie                                                                             | Le Chesnay-Rocquencourt — Centre Commercial Parly 2 ⥋ Versailles — Picardie                                                                             | Le Chesnay-Rocquencourt — Centre Commercial Parly 2 ⥋ Versailles — Picardie                                                                             | Le Chesnay-Rocquencourt — Centre Commercial Parly 2 ⥋ Versailles — Picardie                                                                             | Le Chesnay-Rocquencourt — Centre Commercial Parly 2 ⥋ Versailles — Picardie                                                                             | Le Chesnay-Rocquencourt — Centre Commercial Parly 2 ⥋ Versailles — Picardie                                                                             |
| ----- | --- | --- | --- | --- | --- | --- | --- | --- | --- |
| 6201  | Ouverture / Fermeture 26 août 2019 / — | Longueur 11 km | Durée 30-40 min | Nb. d’arrêts 33 | Matériel Standard 3 portes | Jours de fonctionnement L, Ma, Me, J, V, S, D | Jour / Soir / Nuit / Fêtes O / O / N / O | Voy. / an — | Dépôt Versailles |
| 6201  | Desserte : - Villes et lieux desservis : Le Chesnay-Rocquencourt (Parly 2, Collège Charles-Péguy, Gendarmerie et Poste) et Versailles (École Saint-Jean-Hulst, Marché Notre-Dame, Préfecture, Mairie, École nationale supérieure d'architecture de Versailles, Collège Raymond-Poincaré, Lycée La Bruyère, Lycée privé Sainte-Geneviève, Résidence Grand Siècle, Cimetière de Montreuil et Université Versailles - Saint-Quentin, Résidence Gauthier-de-Clagny, Forêt de Fausses-Reposes) - Gares desservies : Versailles-Rive-Droite, Versailles-Château-Rive-Gauche, Versailles-Chantiers, Montreuil                                                                              | | | | | | | | |
| 6201  | Autre : - Zone traversée : 4 - Arrêts non accessibles aux UFR : Parly 2 - Dutartre, Gare de Montreuil et Picardie - Amplitudes horaires : La ligne fonctionne du lundi au samedi de 5 h 25 à 1 h et le dimanche et jours fériés à partir de 7 h. - Particularités : Le dimanche et jours fériés de début de service jusqu'à 15 h environ, la ligne est déviée par la place Hoche et la rue de la Paroisse. - Date de dernière mise à jour : 6 janvier 2024. | | | | | | | | |
| 6201  | Dernière actualisation : — | | | | | | | | |
| 6202  | La Celle-Saint-Cloud — Gare ⥋ Versailles — Porchefontaine - Louis XIV | La Celle-Saint-Cloud — Gare ⥋ Versailles — Porchefontaine - Louis XIV                                                                                   | La Celle-Saint-Cloud — Gare ⥋ Versailles — Porchefontaine - Louis XIV                                                                                   | La Celle-Saint-Cloud — Gare ⥋ Versailles — Porchefontaine - Louis XIV                                                                                   | La Celle-Saint-Cloud — Gare ⥋ Versailles — Porchefontaine - Louis XIV                                                                                   | La Celle-Saint-Cloud — Gare ⥋ Versailles — Porchefontaine - Louis XIV                                                                                   | La Celle-Saint-Cloud — Gare ⥋ Versailles — Porchefontaine - Louis XIV                                                                                   | La Celle-Saint-Cloud — Gare ⥋ Versailles — Porchefontaine - Louis XIV                                                                                   | La Celle-Saint-Cloud — Gare ⥋ Versailles — Porchefontaine - Louis XIV                                                                                   |
| 6202  | Ouverture / Fermeture 26 août 2019 / — | Longueur 13 km | Durée 35-55 min | Nb. d’arrêts 37 | Matériel Standard 3 portes | Jours de fonctionnement L, Ma, Me, J, V, S, D | Jour / Soir / Nuit / Fêtes O / O / N / O | Voy. / an — | Dépôt Versailles |
| 6202  | Desserte : - Villes et lieux desservis : La Celle-Saint-Cloud (Lycée Pierre-Corneille, Mairie, Parc de la Grande-Terre, Groupe scolaire Pierre-et-Marie-Curie et Domaine du Petit-Beauregard), Le Chesnay-Rocquencourt (Parc Aubert, Parly 2, Centre hospitalier de Versailles, Lycée professionnel Jean Moulin, Église Saint-Antoine-de-Padoue) et Versailles (Place de la Loi, Théâtre Montansier, Paroisse Notre-Dame, Marché Notre-Dame, Préfecture, Mairie, Clinique des Franciscaines, Paroisse Saint-Michel, Maison de Quartier de Versailles et Marché de Porchefontaine) - Gares desservies : La Celle-Saint-Cloud, Versailles-Château-Rive-Gauche et Versailles-Chantiers | | | | | | | | |
| 6202  | Autre : - Zone traversée : 4 - Arrêts non accessibles aux UFR : Petit Beauregard, Square Lamôme et Porchefontaine - Louis XIV - Amplitudes horaires : La ligne fonctionne du lundi au samedi de 5 h 30 à 2 h 10 et le dimanche et jours fériés à partir de 6 h 15. - Particularités : Le dimanche et jours fériés de début de service jusqu'à 15 h environ, la ligne est déviée par la place Hoche. - Date de dernière mise à jour : 6 janvier 2024. | | | | | | | | |
| 6202  | Dernière actualisation : — | | | | | | | | |
| 6203  | Le Chesnay-Rocquencourt — Hôpital André Mignot - Accueil ⥋ Versailles — Satory | Le Chesnay-Rocquencourt — Hôpital André Mignot - Accueil ⥋ Versailles — Satory                                                                          | Le Chesnay-Rocquencourt — Hôpital André Mignot - Accueil ⥋ Versailles — Satory                                                                          | Le Chesnay-Rocquencourt — Hôpital André Mignot - Accueil ⥋ Versailles — Satory                                                                          | Le Chesnay-Rocquencourt — Hôpital André Mignot - Accueil ⥋ Versailles — Satory                                                                          | Le Chesnay-Rocquencourt — Hôpital André Mignot - Accueil ⥋ Versailles — Satory                                                                          | Le Chesnay-Rocquencourt — Hôpital André Mignot - Accueil ⥋ Versailles — Satory                                                                          | Le Chesnay-Rocquencourt — Hôpital André Mignot - Accueil ⥋ Versailles — Satory                                                                          | Le Chesnay-Rocquencourt — Hôpital André Mignot - Accueil ⥋ Versailles — Satory                                                                          |
| 6203  | Ouverture / Fermeture — / — | Longueur 8,90 km | Durée 25-35 min | Nb. d’arrêts 30 | Matériel Standard 3 portes | Jours de fonctionnement L, Ma, Me, J, V, S, D | Jour / Soir / Nuit / Fêtes O / O / N / O | Voy. / an — | Dépôt Versailles |
| 6203  | Desserte : - Villes et lieux desservis : Le Chesnay-Rocquencourt (Centre hospitalier de Versailles, Association Blanche-de-Castille, Bois des Fonds-Maréchaux et Centre Blaise-Pascal) et Versailles (École Saint-Jean-Hulst, Marché Notre-Dame, Préfecture, Mairie, École nationale supérieure d'architecture de Versailles, Lycée Jules-Ferry et Satory) - Gares desservies : Versailles-Rive-Droite et Versailles-Château-Rive-Gauche | | | | | | | | |
| 6203  | Autre : - Zone traversée : 4 - Arrêts non accessibles aux UFR : Sainte-Claire (vers Satory), Lycée Jules-Ferry, Ponts et Chaussées et Satory - Amplitudes horaires : La ligne fonctionne du lundi au samedi de 5 h 25 à 0 h 55 et le dimanche et jours fériés à partir de 7 h. - Particularités : Le dimanche et jours fériés de début de service jusqu'à 15 h environ, la ligne est déviée par la place Hoche et la rue de la Paroisse. - Date de dernière mise à jour : 6 janvier 2024. | | | | | | | | |
| 6203  | Dernière actualisation : — | | | | | | | | |
| 6204  | Gare des Chantiers - Gare Routière ⥋ Versailles — Pershing | Gare des Chantiers - Gare Routière ⥋ Versailles — Pershing                                                                                              | Gare des Chantiers - Gare Routière ⥋ Versailles — Pershing                                                                                              | Gare des Chantiers - Gare Routière ⥋ Versailles — Pershing                                                                                              | Gare des Chantiers - Gare Routière ⥋ Versailles — Pershing                                                                                              | Gare des Chantiers - Gare Routière ⥋ Versailles — Pershing                                                                                              | Gare des Chantiers - Gare Routière ⥋ Versailles — Pershing                                                                                              | Gare des Chantiers - Gare Routière ⥋ Versailles — Pershing                                                                                              | Gare des Chantiers - Gare Routière ⥋ Versailles — Pershing                                                                                              |
| 6204  | Ouverture / Fermeture — / — | Longueur 5,75 km | Durée 15-25 min | Nb. d’arrêts 19 | Matériel Standard 3 portes | Jours de fonctionnement L, Ma, Me, J, V, S, D | Jour / Soir / Nuit / Fêtes O / N / N / O | Voy. / an — | Dépôt Versailles |
| 6204  | Desserte : - Ville et lieux desservis : Versailles (Mairie, Préfecture, Marché Notre-Dame et Bibliothèque de Clagny) - Gares desservies : Versailles-Chantiers et Versailles-Rive-Droite | | | | | | | | |
| 6204  | Autre : - Zone traversée : 4 - Arrêts non accessibles aux UFR : Jean Houdon et Gare des Chantiers - États Généraux - Amplitudes horaires : La ligne fonctionne du lundi au samedi de 5 h 45 à 22 h 50 et le dimanche et jours fériés à partir de 7 h 10. - Particularités : Le dimanche et jours fériés de début de service jusqu'à 15 h environ, la ligne est déviée par la place Hoche et la rue de la Paroisse. - Date de dernière mise à jour : 6 janvier 2024. | | | | | | | | |
| 6204  | Dernière actualisation : — | | | | | | | | |
| 6205  | Le Chesnay-Rocquencourt — Cœur de Bourg ⥋ Versailles — Bernard de Jussieu | Le Chesnay-Rocquencourt — Cœur de Bourg ⥋ Versailles — Bernard de Jussieu                                                                               | Le Chesnay-Rocquencourt — Cœur de Bourg ⥋ Versailles — Bernard de Jussieu                                                                               | Le Chesnay-Rocquencourt — Cœur de Bourg ⥋ Versailles — Bernard de Jussieu                                                                               | Le Chesnay-Rocquencourt — Cœur de Bourg ⥋ Versailles — Bernard de Jussieu                                                                               | Le Chesnay-Rocquencourt — Cœur de Bourg ⥋ Versailles — Bernard de Jussieu                                                                               | Le Chesnay-Rocquencourt — Cœur de Bourg ⥋ Versailles — Bernard de Jussieu                                                                               | Le Chesnay-Rocquencourt — Cœur de Bourg ⥋ Versailles — Bernard de Jussieu                                                                               | Le Chesnay-Rocquencourt — Cœur de Bourg ⥋ Versailles — Bernard de Jussieu                                                                               |
| 6205  | Ouverture / Fermeture 26 août 2019 / — | Longueur 9,5 km | Durée 30-45 min | Nb. d’arrêts 33 | Matériel Standard 2 ou 3 portes | Jours de fonctionnement L, Ma, Me, J, V, S, D | Jour / Soir / Nuit / Fêtes O / N / N / O | Voy. / an — | Dépôt Versailles |
| 6205  | Desserte : - Ville et lieux desservis : Le Chesnay-Rocquencourt (INRIA), Stade Auguste-Brunot et Mairie, Parc Aubert, Parly 2, Maison départementale des personnes handicapées, Stade Michaux) et Versailles (Place de la Loi, Cimetière Notre-Dame, Marché Notre-Dame, Lycée Hoche, Tribunal administratif, Église Saint-Symphorien, Rectorat de l'académie de Versailles et Stade de Jussieu) - Gares desservies : Versailles-Rive-Droite et Montreuil | | | | | | | | |
| 6205  | Autre : - Zone traversée : 4 - Arrêts non accessibles aux UFR : Rue de l'Horloge, Parly 2 - Dutartre, Stade Michaux, Rue des Sports, Europe - Saint-Cloud et Montreuil - Amplitudes horaires : La ligne fonctionne du lundi au vendredi de 5 h 35 à 22 h 50, le samedi de 5 h 45 à 23 h 5 et les dimanches et fêtes de 6 h 45 à 23 h. - Particularités : Le dimanche et les jours fériés du début du service jusqu'à 15 h environ, la ligne est déviée par la place Hoche et la rue de la Paroisse. - Date de dernière mise à jour : 6 janvier 2024. | | | | | | | | |
| 6205  | Dernière actualisation : — | | | | | | | | |
| 6206  | Gare de Viroflay-Rive-Gauche ⥋ Gare de Versailles-Chantiers — Abbé Rousseau (le week-end et jours fériés) / Versailles — Mobilab (du lundi au vendredi) | Gare de Viroflay-Rive-Gauche ⥋ Gare de Versailles-Chantiers — Abbé Rousseau (le week-end et jours fériés) / Versailles — Mobilab (du lundi au vendredi) | Gare de Viroflay-Rive-Gauche ⥋ Gare de Versailles-Chantiers — Abbé Rousseau (le week-end et jours fériés) / Versailles — Mobilab (du lundi au vendredi) | Gare de Viroflay-Rive-Gauche ⥋ Gare de Versailles-Chantiers — Abbé Rousseau (le week-end et jours fériés) / Versailles — Mobilab (du lundi au vendredi) | Gare de Viroflay-Rive-Gauche ⥋ Gare de Versailles-Chantiers — Abbé Rousseau (le week-end et jours fériés) / Versailles — Mobilab (du lundi au vendredi) | Gare de Viroflay-Rive-Gauche ⥋ Gare de Versailles-Chantiers — Abbé Rousseau (le week-end et jours fériés) / Versailles — Mobilab (du lundi au vendredi) | Gare de Viroflay-Rive-Gauche ⥋ Gare de Versailles-Chantiers — Abbé Rousseau (le week-end et jours fériés) / Versailles — Mobilab (du lundi au vendredi) | Gare de Viroflay-Rive-Gauche ⥋ Gare de Versailles-Chantiers — Abbé Rousseau (le week-end et jours fériés) / Versailles — Mobilab (du lundi au vendredi) | Gare de Viroflay-Rive-Gauche ⥋ Gare de Versailles-Chantiers — Abbé Rousseau (le week-end et jours fériés) / Versailles — Mobilab (du lundi au vendredi) |
| 6206  | Ouverture / Fermeture 26 août 2019 / — | Longueur — | Durée 15-40 min | Nb. d’arrêts 29 | Matériel Standard 2 portes | Jours de fonctionnement L, Ma, Me, J, V, S, D | Jour / Soir / Nuit / Fêtes O / N / N / O | Voy. / an — | Dépôt Versailles |
| 6206  | Desserte : - Ville et lieux desservis : Viroflay (Église Notre-Dame-du-Chêne) et Versailles (Jardin Public de l'École des Postes, Résidence Grand Siècle, Rectorat de l'académie de Versailles, Église Saint-Symphorien, Collège Jean-Philippe-Rameau, Lycée privé Sainte-Geneviève, Cimetière des Gonards, Bois de Saint-Martin, Bois du Cerf-Volant, École Clément-Ader, Satory (Zone technique, Parc d'Activités)) - Gare desservie : Viroflay-Rive-Gauche et Versailles-Chantiers | | | | | | | | |
| 6206  | Autre : - Zone traversée : 3 et 4 - Arrêts non accessibles aux UFR : Jayat, Alexis Fourcault, Les Arcades et Gare de Viroflay-Rive-Gauche - Amplitudes horaires : La ligne fonctionne du lundi au vendredi de 6 h à 23 h 5, le samedi de 6 h à 22 h 55 et le dimanche et jours fériés de 7 h 35 à 22 h 50. - Date de dernière mise à jour : 6 janvier 2024. | | | | | | | | |
| 6206  | Dernière actualisation : — | | | | | | | | |
| 6207  | Le Chesnay-Rocquencourt — Centre Commercial Parly 2 ⥋ Gare de Viroflay-Rive-Gauche | Le Chesnay-Rocquencourt — Centre Commercial Parly 2 ⥋ Gare de Viroflay-Rive-Gauche                                                                      | Le Chesnay-Rocquencourt — Centre Commercial Parly 2 ⥋ Gare de Viroflay-Rive-Gauche                                                                      | Le Chesnay-Rocquencourt — Centre Commercial Parly 2 ⥋ Gare de Viroflay-Rive-Gauche                                                                      | Le Chesnay-Rocquencourt — Centre Commercial Parly 2 ⥋ Gare de Viroflay-Rive-Gauche                                                                      | Le Chesnay-Rocquencourt — Centre Commercial Parly 2 ⥋ Gare de Viroflay-Rive-Gauche                                                                      | Le Chesnay-Rocquencourt — Centre Commercial Parly 2 ⥋ Gare de Viroflay-Rive-Gauche                                                                      | Le Chesnay-Rocquencourt — Centre Commercial Parly 2 ⥋ Gare de Viroflay-Rive-Gauche                                                                      | Le Chesnay-Rocquencourt — Centre Commercial Parly 2 ⥋ Gare de Viroflay-Rive-Gauche                                                                      |
| 6207  | Ouverture / Fermeture 26 août 2019 / — | Longueur — | Durée 30-40 min | Nb. d’arrêts 34 | Matériel Midibus 2 portes | Jours de fonctionnement L, Ma, Me, J, V, S | Jour / Soir / Nuit / Fêtes O / N / N / N | Voy. / an — | Dépôt Versailles |
| 6207  | Desserte : - Villes et lieux desservis : Le Chesnay-Rocquencourt (Parly 2, Stade Michaux, Collège Charles Péguy, Centre Hospitalier de Versailles, École Blanche de Castille, Stade Sans Souci), Versailles (Clinique de la Porte Verte, Clinique de la Maye, Chambre de commerces et d'industrie, Institut Jeanne d'Arc, Église évangélique, Cimetière de Montreuil) et Viroflay (Zone d'activités, Église Notre-Dame du Chêne, École Saint-François-d'Assise). - Gares desservies : Montreuil, Viroflay-Rive-Droite et Viroflay-Rive-Gauche | | | | | | | | |
| 6207  | Autre : - Zones traversées : 3 et 4 - Arrêts non accessibles aux UFR : Parly 2 - Dutartre, Stade Michaux, Redingote, Sainte-Claire, République - Lesseps, Claude Debussy, Zone d'activités, Gare de Viroflay-Rive-Droite, Les Arcades et Gare de Viroflay-Rive-Gauche - Amplitudes horaires : La ligne fonctionne du lundi au vendredi de 6 h 30 à 21 h 10 et le samedi jusqu'à 21 h 15. - Date de dernière mise à jour : 6 janvier 2024. | | | | | | | | |
| 6207  | Dernière actualisation : — | | | | | | | | |
| 6208  | Le Chesnay-Rocquencourt — Centre Commercial Parly 2 ⥋ Versailles — Les Grands Chênes | Le Chesnay-Rocquencourt — Centre Commercial Parly 2 ⥋ Versailles — Les Grands Chênes                                                                    | Le Chesnay-Rocquencourt — Centre Commercial Parly 2 ⥋ Versailles — Les Grands Chênes                                                                    | Le Chesnay-Rocquencourt — Centre Commercial Parly 2 ⥋ Versailles — Les Grands Chênes                                                                    | Le Chesnay-Rocquencourt — Centre Commercial Parly 2 ⥋ Versailles — Les Grands Chênes                                                                    | Le Chesnay-Rocquencourt — Centre Commercial Parly 2 ⥋ Versailles — Les Grands Chênes                                                                    | Le Chesnay-Rocquencourt — Centre Commercial Parly 2 ⥋ Versailles — Les Grands Chênes                                                                    | Le Chesnay-Rocquencourt — Centre Commercial Parly 2 ⥋ Versailles — Les Grands Chênes                                                                    | Le Chesnay-Rocquencourt — Centre Commercial Parly 2 ⥋ Versailles — Les Grands Chênes                                                                    |
| 6208  | Ouverture / Fermeture 26 août 2019 / — | Longueur — | Durée 25-35 min | Nb. d’arrêts 26 | Matériel Midibus 2 portes | Jours de fonctionnement L, Ma, Me, J, V, S | Jour / Soir / Nuit / Fêtes O / N / N / N | Voy. / an — | Dépôt Versailles |
| 6208  | Desserte : - Ville et lieux desservis : Le Chesnay-Rocquencourt (Parly 2, Collège Charles Péguy, Centre hospitalier de Versailles, Lycée professionnel Jean Moulin), Versailles (École Saint-Jean-Hulst, Hôpital de la Porte Verte, Résidence Gauthier de Clagny, Université Versailles - Saint-Quentin, Cimetière de Montreuil, Lycée privé Sainte-Geneviève, Résidence Grand Siècle, Stade, Académie internationale des arts du spectacle) - Gares desservies : Montreuil et Porchefontaine | | | | | | | | |
| 6208  | Autre : - Zones traversées : 4 - Arrêts non accessibles aux UFR : Université et Square Lamôme - Amplitudes horaires : La ligne fonctionne du lundi au samedi de 6 h 30 à 21 h 5. - Particularités : En raison de la tenue d'un marché, la desserte de l'arrêt Gare de Porchefontaine n'est pas observée le mercredi et le samedi, du début du service jusqu'à 15 h. - Date de dernière mise à jour : 6 janvier 2024. | | | | | | | | |
| 6208  | Dernière actualisation : — | | | | | | | | |
| 6209  | Le Chesnay-Rocquencourt — Centre Commercial Parly 2 ⥋ Gare de Vaucresson / Gare de Garches (du lundi au vendredi à certaines heures) | Le Chesnay-Rocquencourt — Centre Commercial Parly 2 ⥋ Gare de Vaucresson / Gare de Garches (du lundi au vendredi à certaines heures)                    | Le Chesnay-Rocquencourt — Centre Commercial Parly 2 ⥋ Gare de Vaucresson / Gare de Garches (du lundi au vendredi à certaines heures)                    | Le Chesnay-Rocquencourt — Centre Commercial Parly 2 ⥋ Gare de Vaucresson / Gare de Garches (du lundi au vendredi à certaines heures)                    | Le Chesnay-Rocquencourt — Centre Commercial Parly 2 ⥋ Gare de Vaucresson / Gare de Garches (du lundi au vendredi à certaines heures)                    | Le Chesnay-Rocquencourt — Centre Commercial Parly 2 ⥋ Gare de Vaucresson / Gare de Garches (du lundi au vendredi à certaines heures)                    | Le Chesnay-Rocquencourt — Centre Commercial Parly 2 ⥋ Gare de Vaucresson / Gare de Garches (du lundi au vendredi à certaines heures)                    | Le Chesnay-Rocquencourt — Centre Commercial Parly 2 ⥋ Gare de Vaucresson / Gare de Garches (du lundi au vendredi à certaines heures)                    | Le Chesnay-Rocquencourt — Centre Commercial Parly 2 ⥋ Gare de Vaucresson / Gare de Garches (du lundi au vendredi à certaines heures)                    |
| 6209  | Ouverture / Fermeture 26 août 2019 / — | Longueur — | Durée 15-40 min | Nb. d’arrêts 24 | Matériel Midibus 2 portes | Jours de fonctionnement L, Ma, Me, J, V, S | Jour / Soir / Nuit / Fêtes O / N / N / N | Voy. / an — | Dépôt Versailles |
| 6209  | Desserte : - Villes et lieux desservis : Le Chesnay-Rocquencourt (Parly 2, Piscine, Mairie, Centre Hospitalier de Versailles, Association Blanche de Castille, Bois des Fonds Maréchaux, Stade Sans Souci), Vaucresson (Stade, Collège Yves-Le-Manoir, Tennis municipal, Lycée Toulouse-Lautrec, Forêt Domaniale de la Malmaison, Stade et Résidence Pré au Bois) et Garches (Institut Pasteur) - Gares desservies : Vaucresson et Garches - Marnes-la-Coquette | | | | | | | | |
| 6209  | Autre : - Zone traversée : 4 - Arrêts non accessibles aux UFR : — - Amplitudes horaires : La ligne fonctionne du lundi au vendredi de 6 h 25 à 20 h 45 et le samedi à partir de 6 h 30. - Date de dernière mise à jour : 6 janvier 2024. | | | | | | | | |
| 6209  | Dernière actualisation : — | | | | | | | | |

### Lignes 6210 à 6219
| Ligne | Caractéristiques | Caractéristiques                                                                   | Caractéristiques                                                                   | Caractéristiques                                                                   | Caractéristiques                                                                   | Caractéristiques                                                                   | Caractéristiques                                                                   | Caractéristiques                                                                   | Caractéristiques                                                                   |
| 6210  | Gare de Vaucresson ⥋ Versailles — Lycée Jules-Ferry | Gare de Vaucresson ⥋ Versailles — Lycée Jules-Ferry                                | Gare de Vaucresson ⥋ Versailles — Lycée Jules-Ferry                                | Gare de Vaucresson ⥋ Versailles — Lycée Jules-Ferry                                | Gare de Vaucresson ⥋ Versailles — Lycée Jules-Ferry                                | Gare de Vaucresson ⥋ Versailles — Lycée Jules-Ferry                                | Gare de Vaucresson ⥋ Versailles — Lycée Jules-Ferry                                | Gare de Vaucresson ⥋ Versailles — Lycée Jules-Ferry                                | Gare de Vaucresson ⥋ Versailles — Lycée Jules-Ferry                                |
| ----- | --- | ---------------------------------------------------------------------------------- | ---------------------------------------------------------------------------------- | ---------------------------------------------------------------------------------- | ---------------------------------------------------------------------------------- | ---------------------------------------------------------------------------------- | ---------------------------------------------------------------------------------- | ---------------------------------------------------------------------------------- | ---------------------------------------------------------------------------------- |
| 6210  | Ouverture / Fermeture 26 août 2019 / — | Longueur —                                                                         | Durée 20-30 min                                                                    | Nb. d’arrêts 19                                                                    | Matériel Midibus 2 portes                                                          | Jours de fonctionnement L, Ma, Me, J, V, S, D                                      | Jour / Soir / Nuit / Fêtes O / N / N / O                                           | Voy. / an —                                                                        | Dépôt Versailles                                                                   |
| 6210  | Desserte : - Villes et lieux desservis : Versailles (Lycée Jules Ferry, Mairie, Préfecture, Lycée Hoche, Tribunal Administratif, Université Versailles - Saint-Quentin et Résidence Gauthier de Clagny), Marnes-la-Coquette (Parc départemental des Haras de Jardy) et Vaucresson (Résidence Jardy, Résidence Les Lauriers et Domaine de la Marche) - Gares desservies : Versailles-Château-Rive-Gauche et Vaucresson |                                                                                    |                                                                                    |                                                                                    |                                                                                    |                                                                                    |                                                                                    |                                                                                    |                                                                                    |
| 6210  | Autre : - Zone traversée : 4 - Arrêts non accessibles aux UFR : Haras de Jardy, Université et République - États-Unis - Amplitudes horaires : La ligne fonctionne du lundi au samedi de 6 h 15 à 21 h 5 et le dimanche et jours fériés de 7 h 15 à 19 h 5. - Date de dernière mise à jour : 6 janvier 2024. |                                                                                    |                                                                                    |                                                                                    |                                                                                    |                                                                                    |                                                                                    |                                                                                    |                                                                                    |
| 6210  | Dernière actualisation : — |                                                                                    |                                                                                    |                                                                                    |                                                                                    |                                                                                    |                                                                                    |                                                                                    |                                                                                    |
| 6211  | Versailles — Gare des Chantiers - Gare Routière ⥋ Bois-d'Arcy — Erich Von Stroheim | Versailles — Gare des Chantiers - Gare Routière ⥋ Bois-d'Arcy — Erich Von Stroheim | Versailles — Gare des Chantiers - Gare Routière ⥋ Bois-d'Arcy — Erich Von Stroheim | Versailles — Gare des Chantiers - Gare Routière ⥋ Bois-d'Arcy — Erich Von Stroheim | Versailles — Gare des Chantiers - Gare Routière ⥋ Bois-d'Arcy — Erich Von Stroheim | Versailles — Gare des Chantiers - Gare Routière ⥋ Bois-d'Arcy — Erich Von Stroheim | Versailles — Gare des Chantiers - Gare Routière ⥋ Bois-d'Arcy — Erich Von Stroheim | Versailles — Gare des Chantiers - Gare Routière ⥋ Bois-d'Arcy — Erich Von Stroheim | Versailles — Gare des Chantiers - Gare Routière ⥋ Bois-d'Arcy — Erich Von Stroheim |
| 6211  | Ouverture / Fermeture 31 août 1987 / — | Longueur —                                                                         | Durée 10-30 min                                                                    | Nb. d’arrêts 25                                                                    | Matériel Citaro C2 S 415 NF                                                        | Jours de fonctionnement L, Ma, Me, J, V, S, D                                      | Jour / Soir / Nuit / Fêtes O / N / N / O                                           | Voy. / an —                                                                        | Dépôt Plaisir                                                                      |
| 6211  | Desserte : - Villes et lieux desservis : Versailles, Saint-Cyr-l'École, Fontenay-le-Fleury et Bois-d'Arcy - Gares et stations desservies : Versailles-Chantiers, Versailles-Château-Rive-Gauche et Saint-Cyr (par la voie publique) |                                                                                    |                                                                                    |                                                                                    |                                                                                    |                                                                                    |                                                                                    |                                                                                    |                                                                                    |
| 6211  | Autre : - Zones traversées : 4 et 5 - Arrêts non accessibles aux UFR : Rue de Satory - Amplitudes horaires : La ligne fonctionne du lundi au vendredi de 6 h à 21 h 25, étendu jusqu'à 22 h 5 pendant la première semaine des vacances de Noël, le samedi de 7 h à 21 h 10, et les dimanches et fêtes de 8 h à 20 h 45. - Particularités : Une desserte scolaire du lycée Mansart est observée en période scolaire, aux heures d'entrée et sortie de l'établissement. Elle dessert Bois-d'Arcy, et selon les courses, Fontenay-le-Fleury. - Date de dernière mise à jour : 6 janvier 2024. |                                                                                    |                                                                                    |                                                                                    |                                                                                    |                                                                                    |                                                                                    |                                                                                    |                                                                                    |
| 6211  | Dernière actualisation : — |                                                                                    |                                                                                    |                                                                                    |                                                                                    |                                                                                    |                                                                                    |                                                                                    |                                                                                    |
| 6213  | Gare des Chantiers - Gare Routière ⥋ Versailles — Picardie | Gare des Chantiers - Gare Routière ⥋ Versailles — Picardie                         | Gare des Chantiers - Gare Routière ⥋ Versailles — Picardie                         | Gare des Chantiers - Gare Routière ⥋ Versailles — Picardie                         | Gare des Chantiers - Gare Routière ⥋ Versailles — Picardie                         | Gare des Chantiers - Gare Routière ⥋ Versailles — Picardie                         | Gare des Chantiers - Gare Routière ⥋ Versailles — Picardie                         | Gare des Chantiers - Gare Routière ⥋ Versailles — Picardie                         | Gare des Chantiers - Gare Routière ⥋ Versailles — Picardie                         |
| 6213  | Ouverture / Fermeture 9 septembre 2019 / — | Longueur —                                                                         | Durée 15 min                                                                       | Nb. d’arrêts 7                                                                     | Matériel Standard 3 portes                                                         | Jours de fonctionnement L, Ma, Me, J, V                                            | Jour / Soir / Nuit / Fêtes O / N / N / N                                           | Voy. / an —                                                                        | Dépôt Versailles                                                                   |
| 6213  | Desserte : - Ville et lieux desservis : Versailles (Mairie, Préfecture, Lycée Hoche, Université Versailles-Saint-Quentin, Résidence Gauthier-de-Clagny, Forêt de Fausses-Reposes) - Gares desservies : Versailles-Chantiers et Versailles-Château-Rive-Gauche |                                                                                    |                                                                                    |                                                                                    |                                                                                    |                                                                                    |                                                                                    |                                                                                    |                                                                                    |
| 6213  | Autre : - Zone traversée : 4 - Arrêt non accessible aux UFR : Picardie - Amplitudes horaires : La ligne fonctionne en période scolaire universitaire du lundi au vendredi de 7 h 20 à 9 h 35 et de 14 h 50 à 17 h 45. - Date de dernière mise à jour : 6 janvier 2024. |                                                                                    |                                                                                    |                                                                                    |                                                                                    |                                                                                    |                                                                                    |                                                                                    |                                                                                    |
| 6213  | Dernière actualisation : — |                                                                                    |                                                                                    |                                                                                    |                                                                                    |                                                                                    |                                                                                    |                                                                                    |                                                                                    |
| 6214  | Versailles — Europe ⥋ Versailles — Prés aux Bois | Versailles — Europe ⥋ Versailles — Prés aux Bois                                   | Versailles — Europe ⥋ Versailles — Prés aux Bois                                   | Versailles — Europe ⥋ Versailles — Prés aux Bois                                   | Versailles — Europe ⥋ Versailles — Prés aux Bois                                   | Versailles — Europe ⥋ Versailles — Prés aux Bois                                   | Versailles — Europe ⥋ Versailles — Prés aux Bois                                   | Versailles — Europe ⥋ Versailles — Prés aux Bois                                   | Versailles — Europe ⥋ Versailles — Prés aux Bois                                   |
| 6214  | Ouverture / Fermeture 26 août 2019 / — | Longueur —                                                                         | Durée 10-15 min                                                                    | Nb. d’arrêts 12                                                                    | Matériel Standard 2 portes                                                         | Jours de fonctionnement L, Ma, Me, J, V, S, D                                      | Jour / Soir / Nuit / Fêtes O / N / N / O                                           | Voy. / an —                                                                        | Dépôt Versailles                                                                   |
| 6214  | Desserte : - Ville et lieux desservis : Versailles (Château de Versailles, Préfecture, Marché Notre-Dame, Rectorat de l'académie de Versailles, Lycée privé Sainte-Geneviève, Résidence Grand Siècle et Jardin Public de l'École des Postes) - Gare desservie : Versailles-Rive-Droite |                                                                                    |                                                                                    |                                                                                    |                                                                                    |                                                                                    |                                                                                    |                                                                                    |                                                                                    |
| 6214  | Autre : - Zone traversée : 4 - Arrêts non accessibles aux UFR : Château, République - Lesseps et Alexis Fourcault - Amplitudes horaires : La ligne fonctionne du lundi au samedi de 6 h 15 à 20 h 45 et le dimanche et jours fériés de 7 h à 20 h 55. - Particularités : Le dimanche et jours fériés de début de service jusqu'à 15 h environ, la ligne est déviée par la place Hoche et la rue de la Paroisse. - Date de dernière mise à jour : 6 janvier 2024. |                                                                                    |                                                                                    |                                                                                    |                                                                                    |                                                                                    |                                                                                    |                                                                                    |                                                                                    |
| 6214  | Dernière actualisation : — |                                                                                    |                                                                                    |                                                                                    |                                                                                    |                                                                                    |                                                                                    |                                                                                    |                                                                                    |
| 6216  | Gare de Louveciennes ⥋ Louveciennes — Les Deumeures | Gare de Louveciennes ⥋ Louveciennes — Les Deumeures                                | Gare de Louveciennes ⥋ Louveciennes — Les Deumeures                                | Gare de Louveciennes ⥋ Louveciennes — Les Deumeures                                | Gare de Louveciennes ⥋ Louveciennes — Les Deumeures                                | Gare de Louveciennes ⥋ Louveciennes — Les Deumeures                                | Gare de Louveciennes ⥋ Louveciennes — Les Deumeures                                | Gare de Louveciennes ⥋ Louveciennes — Les Deumeures                                | Gare de Louveciennes ⥋ Louveciennes — Les Deumeures                                |
| 6216  | Ouverture / Fermeture — / — | Longueur —                                                                         | Durée 10-15 min                                                                    | Nb. d’arrêts 10                                                                    | Matériel Sprinter                                                                  | Jours de fonctionnement L, Ma, Me, J, V                                            | Jour / Soir / Nuit / Fêtes O / N / N / N                                           | Voy. / an —                                                                        | Dépôt La Celle-St-Cloud                                                            |
| 6216  | Desserte : - Ville et lieux desservis : Louveciennes (Groupe scolaire Leclerc, Parc de Trois Grilles, Église Saint-Martin, Mairie et Clinique du Val de Seine) - Gare desservie : Louveciennes |                                                                                    |                                                                                    |                                                                                    |                                                                                    |                                                                                    |                                                                                    |                                                                                    |                                                                                    |
| 6216  | Autre : - Zone traversée : 4 - Arrêts non accessible aux UFR : — - Amplitudes horaires : La ligne fonctionne du lundi au samedi de 7 h à 21 h 25. - Date de dernière mise à jour : 6 janvier 2024. |                                                                                    |                                                                                    |                                                                                    |                                                                                    |                                                                                    |                                                                                    |                                                                                    |                                                                                    |
| 6216  | Dernière actualisation : — |                                                                                    |                                                                                    |                                                                                    |                                                                                    |                                                                                    |                                                                                    |                                                                                    |                                                                                    |
| 6217  | Saint-Nom-la-Bretèche — Guitel - Lecoq ⥋ Gare de Versailles-Rive-Droite | Saint-Nom-la-Bretèche — Guitel - Lecoq ⥋ Gare de Versailles-Rive-Droite            | Saint-Nom-la-Bretèche — Guitel - Lecoq ⥋ Gare de Versailles-Rive-Droite            | Saint-Nom-la-Bretèche — Guitel - Lecoq ⥋ Gare de Versailles-Rive-Droite            | Saint-Nom-la-Bretèche — Guitel - Lecoq ⥋ Gare de Versailles-Rive-Droite            | Saint-Nom-la-Bretèche — Guitel - Lecoq ⥋ Gare de Versailles-Rive-Droite            | Saint-Nom-la-Bretèche — Guitel - Lecoq ⥋ Gare de Versailles-Rive-Droite            | Saint-Nom-la-Bretèche — Guitel - Lecoq ⥋ Gare de Versailles-Rive-Droite            | Saint-Nom-la-Bretèche — Guitel - Lecoq ⥋ Gare de Versailles-Rive-Droite            |
| 6217  | Ouverture / Fermeture — / — | Longueur 15 km                                                                     | Durée 35-45 min                                                                    | Nb. d’arrêts 24                                                                    | Matériel Intouro                                                                   | Jours de fonctionnement L, Ma, Me, J, V, S, D                                      | Jour / Soir / Nuit / Fêtes O / O / N / O                                           | Voy. / an —                                                                        | Dépôt —                                                                            |
| 6217  | Desserte : - Villes et lieux desservis : Saint-Nom-la-Bretèche, Noisy-le-Roi (centre commercial, mairie), Bailly (mairie), Le Chesnay-Rocquencourt (centre commercial Parly 2, hôpital André-Mignot, INRIA) et Versailles - Gares desservies : Noisy-le-Roi et Versailles-Rive-Droite |                                                                                    |                                                                                    |                                                                                    |                                                                                    |                                                                                    |                                                                                    |                                                                                    |                                                                                    |
| 6217  | Autre : - Zones traversées : 4 et 5 - Arrêts non accessibles aux UFR : — - Amplitudes horaires : La ligne fonctionne : - quasiment toute l'année du lundi au vendredi de 5 h 55 à 21 h 40, étendu le vendredi jusqu'à 0 h 45, le samedi de 6 h 25 jusqu'à 0 h 45 et le dimanche et jours fériés à raison de trois allers-retours de 8 h 55 à 19 h 10, - et durant la période de Noël et une partie des vacances d'été, uniquement du lundi au samedi de 6 h 25 à 21 h 5. - Date de dernière mise à jour : 6 janvier 2024.                                                                  |                                                                                    |                                                                                    |                                                                                    |                                                                                    |                                                                                    |                                                                                    |                                                                                    |                                                                                    |
| 6217  | Dernière actualisation : — |                                                                                    |                                                                                    |                                                                                    |                                                                                    |                                                                                    |                                                                                    |                                                                                    |                                                                                    |

### Lignes 6220 à 6229
| Ligne | Caractéristiques | Caractéristiques                                       | Caractéristiques                                       | Caractéristiques                                       | Caractéristiques                                                | Caractéristiques                                       | Caractéristiques                                       | Caractéristiques                                       | Caractéristiques                                       |
| 6227  | Gare de La Celle-Saint-Cloud ⥋ Gare de Rueil-Malmaison | Gare de La Celle-Saint-Cloud ⥋ Gare de Rueil-Malmaison | Gare de La Celle-Saint-Cloud ⥋ Gare de Rueil-Malmaison | Gare de La Celle-Saint-Cloud ⥋ Gare de Rueil-Malmaison | Gare de La Celle-Saint-Cloud ⥋ Gare de Rueil-Malmaison          | Gare de La Celle-Saint-Cloud ⥋ Gare de Rueil-Malmaison | Gare de La Celle-Saint-Cloud ⥋ Gare de Rueil-Malmaison | Gare de La Celle-Saint-Cloud ⥋ Gare de Rueil-Malmaison | Gare de La Celle-Saint-Cloud ⥋ Gare de Rueil-Malmaison |
| ----- | --- | ------------------------------------------------------ | ------------------------------------------------------ | ------------------------------------------------------ | --------------------------------------------------------------- | ------------------------------------------------------ | ------------------------------------------------------ | ------------------------------------------------------ | ------------------------------------------------------ |
| 6227  | Ouverture / Fermeture — / — | Longueur 10,10 km                                      | Durée 20-35 min                                        | Nb. d’arrêts 20                                        | Matériel Citaro Facelift Citaro C2 GX 327 GX 337 GX 337 Hybride | Jours de fonctionnement L, Ma, Me, J, V, S, D          | Jour / Soir / Nuit / Fêtes O / O / N / O               | Voy. / an —                                            | Dépôt La Celle-St-Cloud                                |
| 6227  | Desserte : - Villes et lieux desservis : La Celle-Saint-Cloud (Lycée Pierre-Corneille, Mairie, Groupe scolaire Morel-de-Vinde et Centre commercial Élysée 2), Bougival (Parc de la Jonchère) et Rueil-Malmaison (Château de la Petite Malmaison, École La Malmaison, Place Osiris, Square Bad-Soden, Maison du tourisme de Rueil, Parc de l'Amitié et Église évangélique de Rueil) - Gares desservies : La Celle-Saint-Cloud et Rueil-Malmaison                                                                            |                                                        |                                                        |                                                        |                                                                 |                                                        |                                                        |                                                        |                                                        |
| 6227  | Autre : - Zones traversées : 3 et 4 - Arrêts non accessibles aux UFR : — - Amplitudes horaires : La ligne est en service du lundi au vendredi de 6 h à 22 h 25, le samedi de 6 h 5 à 22 h et le dimanche de 8 h à 21 h 55. - Particularités : Les arrêts Saint-François, Vindé - Berthet et Étang Sec sont desservis uniquement les dimanches et fêtes. - Historique : Elle remplace la ligne 27A qui reliait la gare de Vaucresson à la gare de Rueil-Malmaison en 2010. - Date de dernière mise à jour : 6 janvier 2024. |                                                        |                                                        |                                                        |                                                                 |                                                        |                                                        |                                                        |                                                        |
| 6227  | Dernière actualisation : — |                                                        |                                                        |                                                        |                                                                 |                                                        |                                                        |                                                        |                                                        |

### Lignes 6230 à 6239
| Ligne | Caractéristiques | Caractéristiques                                                    | Caractéristiques                                                    | Caractéristiques                                                    | Caractéristiques                                                    | Caractéristiques                                                    | Caractéristiques                                                    | Caractéristiques                                                    | Caractéristiques                                                    |
| 6230  | Gare de La Celle-Saint-Cloud ⥋ La Celle-Saint-Cloud — Puits d'Angle | Gare de La Celle-Saint-Cloud ⥋ La Celle-Saint-Cloud — Puits d'Angle | Gare de La Celle-Saint-Cloud ⥋ La Celle-Saint-Cloud — Puits d'Angle | Gare de La Celle-Saint-Cloud ⥋ La Celle-Saint-Cloud — Puits d'Angle | Gare de La Celle-Saint-Cloud ⥋ La Celle-Saint-Cloud — Puits d'Angle | Gare de La Celle-Saint-Cloud ⥋ La Celle-Saint-Cloud — Puits d'Angle | Gare de La Celle-Saint-Cloud ⥋ La Celle-Saint-Cloud — Puits d'Angle | Gare de La Celle-Saint-Cloud ⥋ La Celle-Saint-Cloud — Puits d'Angle | Gare de La Celle-Saint-Cloud ⥋ La Celle-Saint-Cloud — Puits d'Angle |
| ----- | --- | ------------------------------------------------------------------- | ------------------------------------------------------------------- | ------------------------------------------------------------------- | ------------------------------------------------------------------- | ------------------------------------------------------------------- | ------------------------------------------------------------------- | ------------------------------------------------------------------- | ------------------------------------------------------------------- |
| 6230  | Ouverture / Fermeture 15 juillet 2014 / — | Longueur 4,15 km                                                    | Durée 10-15 min                                                     | Nb. d’arrêts 13                                                     | Matériel Citaro Facelift Citaro C2 GX 327 GX 337 GX 337 Hybride     | Jours de fonctionnement L, Ma, Me, J, V, S, D                       | Jour / Soir / Nuit / Fêtes O / O / N / O                            | Voy. / an —                                                         | Dépôt La Celle-St-Cloud                                             |
| 6230  | Desserte : - Ville et lieux desservis : La Celle-Saint-Cloud (Lycée Pierre-Corneille, Mairie, Collège Victor Hugo, Lycée professionnel Duchesne et Groupe scolaire Henri-Dunant) - Gare desservie : La Celle-Saint-Cloud |                                                                     |                                                                     |                                                                     |                                                                     |                                                                     |                                                                     |                                                                     |                                                                     |
| 6230  | Autre : - Zone traversée : 4 - Arrêts non accessibles aux UFR : — - Amplitudes horaires : La ligne est en service du lundi au vendredi de 5 h 35 à 20 h 45, le samedi de 5 h 40 à 20 h 40 et les dimanches et fêtes de 8 h 10 à 19 h 30. - Historique : Elle remplace un itinéraire de la ligne 26 (devenue 426) qui desservait le plateau de Beauregard. - Date de dernière mise à jour : 6 janvier 2024.                                                        |                                                                     |                                                                     |                                                                     |                                                                     |                                                                     |                                                                     |                                                                     |                                                                     |
| 6230  | Dernière actualisation : — |                                                                     |                                                                     |                                                                     |                                                                     |                                                                     |                                                                     |                                                                     |                                                                     |
| 6231  | Gare de La Celle-Saint-Cloud ⥋ La Celle-Saint-Cloud — Étang Sec | Gare de La Celle-Saint-Cloud ⥋ La Celle-Saint-Cloud — Étang Sec     | Gare de La Celle-Saint-Cloud ⥋ La Celle-Saint-Cloud — Étang Sec     | Gare de La Celle-Saint-Cloud ⥋ La Celle-Saint-Cloud — Étang Sec     | Gare de La Celle-Saint-Cloud ⥋ La Celle-Saint-Cloud — Étang Sec     | Gare de La Celle-Saint-Cloud ⥋ La Celle-Saint-Cloud — Étang Sec     | Gare de La Celle-Saint-Cloud ⥋ La Celle-Saint-Cloud — Étang Sec     | Gare de La Celle-Saint-Cloud ⥋ La Celle-Saint-Cloud — Étang Sec     | Gare de La Celle-Saint-Cloud ⥋ La Celle-Saint-Cloud — Étang Sec     |
| 6231  | Ouverture / Fermeture — / — | Longueur 4,65 km                                                    | Durée 10-25 min                                                     | Nb. d’arrêts 10                                                     | Matériel Citaro Facelift Citaro C2 GX 327 GX 337 GX 337 Hybride     | Jours de fonctionnement L, Ma, Me, J, V, S, D                       | Jour / Soir / Nuit / Fêtes O / O / N / O                            | Voy. / an —                                                         | Dépôt La Celle-St-Cloud                                             |
| 6231  | Desserte : - Ville et lieux desservis : La Celle-Saint-Cloud (Lycée Pierre-Corneille, Collège-lycée La Jonchère, Mairie de La Celle-Saint-Cloud, Gare de La Celle-Saint-Cloud) - Gare desservie : La Celle-Saint-Cloud |                                                                     |                                                                     |                                                                     |                                                                     |                                                                     |                                                                     |                                                                     |                                                                     |
| 6231  | Autre : - Zone traversée : 4 - Arrêts non accessibles aux UFR : — - Amplitudes horaires : La ligne est en service du lundi au vendredi de 6 h à 23 h 30, le samedi de 6 h 50 à 20 h 45 et les dimanches et fêtes de 7 h 45 à 19 h 30. - Particularités : La ligne dessert le collège-lycée La Jonchère aux heures scolaires. - Historique : Elle remplace la ligne 27C sans changement d'itinéraire depuis 2010. - Date de dernière mise à jour : 6 janvier 2024. |                                                                     |                                                                     |                                                                     |                                                                     |                                                                     |                                                                     |                                                                     |                                                                     |
| 6231  | Dernière actualisation : — |                                                                     |                                                                     |                                                                     |                                                                     |                                                                     |                                                                     |                                                                     |                                                                     |

### Lignes 6240 à 6249
| Ligne | Caractéristiques | Caractéristiques                                                                             | Caractéristiques                                                                             | Caractéristiques                                                                             | Caractéristiques                                                                             | Caractéristiques                                                                             | Caractéristiques                                                                             | Caractéristiques                                                                             | Caractéristiques                                                                             |
| 6240  | Fontenay-le-Fleury — Gare SNCF ⥋ Gare des Chantiers - Gare Routière | Fontenay-le-Fleury — Gare SNCF ⥋ Gare des Chantiers - Gare Routière                          | Fontenay-le-Fleury — Gare SNCF ⥋ Gare des Chantiers - Gare Routière                          | Fontenay-le-Fleury — Gare SNCF ⥋ Gare des Chantiers - Gare Routière                          | Fontenay-le-Fleury — Gare SNCF ⥋ Gare des Chantiers - Gare Routière                          | Fontenay-le-Fleury — Gare SNCF ⥋ Gare des Chantiers - Gare Routière                          | Fontenay-le-Fleury — Gare SNCF ⥋ Gare des Chantiers - Gare Routière                          | Fontenay-le-Fleury — Gare SNCF ⥋ Gare des Chantiers - Gare Routière                          | Fontenay-le-Fleury — Gare SNCF ⥋ Gare des Chantiers - Gare Routière                          |
| ----- | --- | -------------------------------------------------------------------------------------------- | -------------------------------------------------------------------------------------------- | -------------------------------------------------------------------------------------------- | -------------------------------------------------------------------------------------------- | -------------------------------------------------------------------------------------------- | -------------------------------------------------------------------------------------------- | -------------------------------------------------------------------------------------------- | -------------------------------------------------------------------------------------------- |
| 6240  | Ouverture / Fermeture 31 août 2015 / — | Longueur 9,30 km                                                                             | Durée 25 min                                                                                 | Nb. d’arrêts 23                                                                              | Matériel Citaro C2 GX 337 Hybride S 415 NF S 415 ÜL                                          | Jours de fonctionnement L, Ma, Me, J, V, S, D                                                | Jour / Soir / Nuit / Fêtes O / N / N / O                                                     | Voy. / an —                                                                                  | Dépôt Plaisir                                                                                |
| 6240  | Desserte : - Villes et lieux desservis : Fontenay-le-Fleury, Saint-Cyr-l'École et Versailles - Gares desservies : Fontenay-le-Fleury - Versailles-Château-Rive-Gauche et Versailles-Chantiers |                                                                                              |                                                                                              |                                                                                              |                                                                                              |                                                                                              |                                                                                              |                                                                                              |                                                                                              |
| 6240  | Autre : - Zones traversées : 4 et 5 - Arrêts non accessibles aux UFR : — - Amplitudes horaires : La ligne fonctionne du lundi au vendredi de 5 h 30 à 22 h 30, le samedi à partir de 6 h et les dimanches et fêtes à partir de 6 h 30. - Date de dernière mise à jour : 6 janvier 2024. |                                                                                              |                                                                                              |                                                                                              |                                                                                              |                                                                                              |                                                                                              |                                                                                              |                                                                                              |
| 6240  | Dernière actualisation : — |                                                                                              |                                                                                              |                                                                                              |                                                                                              |                                                                                              |                                                                                              |                                                                                              |                                                                                              |
| 6241  | Fontenay-le-Fleury — Gare ⥋ Bois-d'Arcy — René Clair | Fontenay-le-Fleury — Gare ⥋ Bois-d'Arcy — René Clair                                         | Fontenay-le-Fleury — Gare ⥋ Bois-d'Arcy — René Clair                                         | Fontenay-le-Fleury — Gare ⥋ Bois-d'Arcy — René Clair                                         | Fontenay-le-Fleury — Gare ⥋ Bois-d'Arcy — René Clair                                         | Fontenay-le-Fleury — Gare ⥋ Bois-d'Arcy — René Clair                                         | Fontenay-le-Fleury — Gare ⥋ Bois-d'Arcy — René Clair                                         | Fontenay-le-Fleury — Gare ⥋ Bois-d'Arcy — René Clair                                         | Fontenay-le-Fleury — Gare ⥋ Bois-d'Arcy — René Clair                                         |
| 6241  | Ouverture / Fermeture 1984 / — | Longueur 7 km                                                                                | Durée 15-20 min                                                                              | Nb. d’arrêts 18                                                                              | Matériel GX 127                                                                              | Jours de fonctionnement L, Ma, Me, J, V                                                      | Jour / Soir / Nuit / Fêtes O / N / N / N                                                     | Voy. / an —                                                                                  | Dépôt Plaisir                                                                                |
| 6241  | Desserte : - Villes et lieux desservis : Fontenay-le-Fleury et Bois-d'Arcy - Gare desservie : Fontenay-le-Fleury |                                                                                              |                                                                                              |                                                                                              |                                                                                              |                                                                                              |                                                                                              |                                                                                              |                                                                                              |
| 6241  | Autre : - Zone traversée : 5 - Arrêt non accessibles aux UFR : Perdreau - Amplitudes horaires : La ligne fonctionne du lundi au vendredi de 6 h 10 à 20 h 20. - Particularités : Les arrêts entre Méliès-Croix Bonnet et Croix Blanche sont desservis le matin vers Bois-d'Arcy et le soir vers la gare de Fontenay-le-Fleury. - Date de dernière mise à jour : 6 janvier 2024. |                                                                                              |                                                                                              |                                                                                              |                                                                                              |                                                                                              |                                                                                              |                                                                                              |                                                                                              |
| 6241  | Dernière actualisation : — |                                                                                              |                                                                                              |                                                                                              |                                                                                              |                                                                                              |                                                                                              |                                                                                              |                                                                                              |
| 6243  | Fontenay-le-Fleury — Gare SNCF ⥋ via Parc Montaigne et Levant | Fontenay-le-Fleury — Gare SNCF ⥋ via Parc Montaigne et Levant                                | Fontenay-le-Fleury — Gare SNCF ⥋ via Parc Montaigne et Levant                                | Fontenay-le-Fleury — Gare SNCF ⥋ via Parc Montaigne et Levant                                | Fontenay-le-Fleury — Gare SNCF ⥋ via Parc Montaigne et Levant                                | Fontenay-le-Fleury — Gare SNCF ⥋ via Parc Montaigne et Levant                                | Fontenay-le-Fleury — Gare SNCF ⥋ via Parc Montaigne et Levant                                | Fontenay-le-Fleury — Gare SNCF ⥋ via Parc Montaigne et Levant                                | Fontenay-le-Fleury — Gare SNCF ⥋ via Parc Montaigne et Levant                                |
| 6243  | Ouverture / Fermeture 31 août 2015 / — | Longueur 4,45 km                                                                             | Durée 20 min                                                                                 | Nb. d’arrêts 15                                                                              | Matériel GX 137                                                                              | Jours de fonctionnement L, Ma, Me, J, V, S                                                   | Jour / Soir / Nuit / Fêtes O / N / N / N                                                     | Voy. / an —                                                                                  | Plaisir —                                                                                    |
| 6243  | Desserte : - Ville et lieux desservis : Fontenay-le-Fleury - Gare desservie : Fontenay-le-Fleury |                                                                                              |                                                                                              |                                                                                              |                                                                                              |                                                                                              |                                                                                              |                                                                                              |                                                                                              |
| 6243  | Autre : - Zone traversée : 5 - Arrêts non accessibles aux UFR : Demenerie, Victor Hugo et César Frank - Amplitudes horaires : La ligne fonctionne du lundi au vendredi de 5 h 55 à 21 h 20 et le samedi à partir de 6 h 40. - Date de dernière mise à jour : 6 janvier 2024. |                                                                                              |                                                                                              |                                                                                              |                                                                                              |                                                                                              |                                                                                              |                                                                                              |                                                                                              |
| 6243  | Dernière actualisation : — |                                                                                              |                                                                                              |                                                                                              |                                                                                              |                                                                                              |                                                                                              |                                                                                              |                                                                                              |
| 6246  | Boulogne — Gambetta ⥋ Gare de Vaucresson / Gare de La Celle-Saint-Cloud (à certaines heures) | Boulogne — Gambetta ⥋ Gare de Vaucresson / Gare de La Celle-Saint-Cloud (à certaines heures) | Boulogne — Gambetta ⥋ Gare de Vaucresson / Gare de La Celle-Saint-Cloud (à certaines heures) | Boulogne — Gambetta ⥋ Gare de Vaucresson / Gare de La Celle-Saint-Cloud (à certaines heures) | Boulogne — Gambetta ⥋ Gare de Vaucresson / Gare de La Celle-Saint-Cloud (à certaines heures) | Boulogne — Gambetta ⥋ Gare de Vaucresson / Gare de La Celle-Saint-Cloud (à certaines heures) | Boulogne — Gambetta ⥋ Gare de Vaucresson / Gare de La Celle-Saint-Cloud (à certaines heures) | Boulogne — Gambetta ⥋ Gare de Vaucresson / Gare de La Celle-Saint-Cloud (à certaines heures) | Boulogne — Gambetta ⥋ Gare de Vaucresson / Gare de La Celle-Saint-Cloud (à certaines heures) |
| 6246  | Ouverture / Fermeture — / — | Longueur 13,20 km                                                                            | Durée 20-55 min                                                                              | Nb. d’arrêts 35                                                                              | Matériel Citaro Facelift Citaro C2 GX 327 GX 337 GX 337 Hybride                              | Jours de fonctionnement L, Ma, Me, J, V, S, D                                                | Jour / Soir / Nuit / Fêtes O / N / N / O                                                     | Voy. / an —                                                                                  | Dépôt La-Celle-St-Cloud                                                                      |
| 6246  | Desserte : - Villes et lieux desservis : Boulogne-Billancourt (Bois de Boulogne, Lycée et Église Notre-Dame-de-Boulogne, Théâtre de l'Ouest parisien, Musée départemental Albert-Kahn et Pont de Saint-Cloud), Saint-Cloud (Parc de Saint-Cloud, Centre René-Huguenin, Centre hospitalier des Quatre Villes, Université Paris X, Collège Gounod, Jardin et musée des Avelines, Clinique chirurgie du Val-d'Or, École allemande internationale et Lycée Santos-Dumont), Garches (American School of Paris, Mairie, Institut Pasteur, Mémorial de l'Escadrille La Fayette et Hôpital Raymond-Poincaré), Vaucresson et La Celle-Saint-Cloud (Domaine du Petit Beauregard, Groupe scolaire Pierre-et-Marie-Curie, Mairie et Lycée Pierre-Corneille) - Stations et gares desservies : Boulogne - Pont de Saint-Cloud, Parc de Saint-Cloud (T2), Saint-Cloud, Garches - Marnes-la-Coquette, Vaucresson et La Celle-Saint-Cloud |                                                                                              |                                                                                              |                                                                                              |                                                                                              |                                                                                              |                                                                                              |                                                                                              |                                                                                              |
| 6246  | Autre : - Zones traversées : 2 à 4 - Arrêts non accessibles aux UFR : — - Amplitudes horaires : La ligne est en service du lundi au vendredi de 5 h 30 à 21 h 20, le samedi à partir de 5 h 40 et le dimanche et jours fériés de 6 h 50 à 21 h. - Interdiction de trafic local : Il existe une interdiction de trafic local dans les deux directions : l'arrêt Grande Terrasse pourtant sur l'itinéraire, et desservi par une autre ligne de Transdev Nanterre, telle que la 426 et d'autres dépôts, n'est pas desservi. - Date de dernière mise à jour : 6 janvier 2024. |                                                                                              |                                                                                              |                                                                                              |                                                                                              |                                                                                              |                                                                                              |                                                                                              |                                                                                              |
| 6246  | Dernière actualisation : — |                                                                                              |                                                                                              |                                                                                              |                                                                                              |                                                                                              |                                                                                              |                                                                                              |                                                                                              |

### Lignes 6250 à 6259
| Ligne | Caractéristiques | Caractéristiques | Caractéristiques | Caractéristiques | Caractéristiques | Caractéristiques | Caractéristiques | Caractéristiques | Caractéristiques |
| 6251  | Saint-Quentin-en-Yvelines — Gare routière Paul Delouvrier SNCF RER ⥋ Le Chesnay-Rocquencourt — Hôpital André Mignot | Saint-Quentin-en-Yvelines — Gare routière Paul Delouvrier SNCF RER ⥋ Le Chesnay-Rocquencourt — Hôpital André Mignot                      | Saint-Quentin-en-Yvelines — Gare routière Paul Delouvrier SNCF RER ⥋ Le Chesnay-Rocquencourt — Hôpital André Mignot                      | Saint-Quentin-en-Yvelines — Gare routière Paul Delouvrier SNCF RER ⥋ Le Chesnay-Rocquencourt — Hôpital André Mignot                      | Saint-Quentin-en-Yvelines — Gare routière Paul Delouvrier SNCF RER ⥋ Le Chesnay-Rocquencourt — Hôpital André Mignot                      | Saint-Quentin-en-Yvelines — Gare routière Paul Delouvrier SNCF RER ⥋ Le Chesnay-Rocquencourt — Hôpital André Mignot                      | Saint-Quentin-en-Yvelines — Gare routière Paul Delouvrier SNCF RER ⥋ Le Chesnay-Rocquencourt — Hôpital André Mignot                      | Saint-Quentin-en-Yvelines — Gare routière Paul Delouvrier SNCF RER ⥋ Le Chesnay-Rocquencourt — Hôpital André Mignot                      | Saint-Quentin-en-Yvelines — Gare routière Paul Delouvrier SNCF RER ⥋ Le Chesnay-Rocquencourt — Hôpital André Mignot                      |
| ----- | --- | --- | --- | --- | --- | --- | --- | --- | --- |
| 6251  | Ouverture / Fermeture 31 août 2015 / — | Longueur 19,15 km | Durée 40-55 min | Nb. d’arrêts 23 | Matériel Citaro C2 S 415 ÜL S 415 NF | Jours de fonctionnement L, Ma, Me, J, V, S                                                                                               | Jour / Soir / Nuit / Fêtes O / N / N / N                                                                                                 | Voy. / an — | Dépôt Plaisir |
| 6251  | Desserte : - Villes et lieux desservis : Montigny-le-Bretonneux, Bois-d'Arcy, Fontenay-le-Fleury, Saint-Cyr-l'École et Le Chesnay-Rocquencourt - Gare desservie : Saint-Quentin-en-Yvelines - Montigny-le-Bretonneux, Les Portes de Saint-Cyr, Allée Royale                     | | | | | | | | |
| 6251  | Autre : - Zones traversées : 4 et 5 - Arrêts non accessibles aux UFR : — - Amplitudes horaires : La ligne fonctionne du lundi au samedi de 6 h 30 à 21 h 55. - Date de dernière mise à jour : 6 janvier 2024.                                                                   | | | | | | | | |
| 6251  | Dernière actualisation : — | | | | | | | | |
| 6252  | (Circulaire) Gare de Saint-Cyr-l'École ⥋ via La Fontaine Saint-Martin | (Circulaire) Gare de Saint-Cyr-l'École ⥋ via La Fontaine Saint-Martin                                                                    | (Circulaire) Gare de Saint-Cyr-l'École ⥋ via La Fontaine Saint-Martin                                                                    | (Circulaire) Gare de Saint-Cyr-l'École ⥋ via La Fontaine Saint-Martin                                                                    | (Circulaire) Gare de Saint-Cyr-l'École ⥋ via La Fontaine Saint-Martin                                                                    | (Circulaire) Gare de Saint-Cyr-l'École ⥋ via La Fontaine Saint-Martin                                                                    | (Circulaire) Gare de Saint-Cyr-l'École ⥋ via La Fontaine Saint-Martin                                                                    | (Circulaire) Gare de Saint-Cyr-l'École ⥋ via La Fontaine Saint-Martin                                                                    | (Circulaire) Gare de Saint-Cyr-l'École ⥋ via La Fontaine Saint-Martin                                                                    |
| 6252  | Ouverture / Fermeture — / — | Longueur — | Durée 15-20 min | Nb. d’arrêts 18 | Matériel — | Jours de fonctionnement L, Ma, Me, J, V, S, D                                                                                            | Jour / Soir / Nuit / Fêtes O / N / N / O                                                                                                 | Voy. / an — | Dépôt Versailles |
| 6252  | Desserte : - Ville et lieux desservis : Saint-Cyr-l'École - Gare desservie : Saint-Cyr | | | | | | | | |
| 6252  | Autre : - Zone traversée : 5 - Arrêts non accessibles aux UFR : — - Amplitudes horaires : La ligne fonctionne du lundi au vendredi de 6 h 5 à 22 h 20, le samedi jusqu'à 22 h 25 et les dimanches et fêtes de 7 h 5 à 22 h 20. - Date de dernière mise à jour : 6 janvier 2024. | | | | | | | | |
| 6252  | Dernière actualisation : — | | | | | | | | |
| 6253  | (Circulaire) Gare de Saint-Cyr-l'École ⥋ via La Fontaine Saint-Martin | (Circulaire) Gare de Saint-Cyr-l'École ⥋ via La Fontaine Saint-Martin                                                                    | (Circulaire) Gare de Saint-Cyr-l'École ⥋ via La Fontaine Saint-Martin                                                                    | (Circulaire) Gare de Saint-Cyr-l'École ⥋ via La Fontaine Saint-Martin                                                                    | (Circulaire) Gare de Saint-Cyr-l'École ⥋ via La Fontaine Saint-Martin                                                                    | (Circulaire) Gare de Saint-Cyr-l'École ⥋ via La Fontaine Saint-Martin                                                                    | (Circulaire) Gare de Saint-Cyr-l'École ⥋ via La Fontaine Saint-Martin                                                                    | (Circulaire) Gare de Saint-Cyr-l'École ⥋ via La Fontaine Saint-Martin                                                                    | (Circulaire) Gare de Saint-Cyr-l'École ⥋ via La Fontaine Saint-Martin                                                                    |
| 6253  | Ouverture / Fermeture — / — | Longueur — | Durée 15-20 min | Nb. d’arrêts 17 | Matériel — | Jours de fonctionnement L, Ma, Me, J, V, S                                                                                               | Jour / Soir / Nuit / Fêtes O / N / N / N                                                                                                 | Voy. / an — | Dépôt Versailles |
| 6253  | Desserte : - Ville et lieux desservis : Saint-Cyr-l'École - Gare desservie : Saint-Cyr | | | | | | | | |
| 6253  | Autre : - Zone traversée : 5 - Arrêts non accessibles aux UFR : — - Amplitudes horaires : La ligne fonctionne du lundi au samedi de 5 h 50 à 22 h 5. - Date de dernière mise à jour : 6 janvier 2024.                                                                           | | | | | | | | |
| 6253  | Dernière actualisation : — | | | | | | | | |
| 6254  | Saint-Cyr-l'École — Rû de Gally ⥋ Saint-Cyr-l'École — Centre Sportif (le samedi) / Guyancourt — Droits de l'Homme (du lundi au vendredi) | Saint-Cyr-l'École — Rû de Gally ⥋ Saint-Cyr-l'École — Centre Sportif (le samedi) / Guyancourt — Droits de l'Homme (du lundi au vendredi) | Saint-Cyr-l'École — Rû de Gally ⥋ Saint-Cyr-l'École — Centre Sportif (le samedi) / Guyancourt — Droits de l'Homme (du lundi au vendredi) | Saint-Cyr-l'École — Rû de Gally ⥋ Saint-Cyr-l'École — Centre Sportif (le samedi) / Guyancourt — Droits de l'Homme (du lundi au vendredi) | Saint-Cyr-l'École — Rû de Gally ⥋ Saint-Cyr-l'École — Centre Sportif (le samedi) / Guyancourt — Droits de l'Homme (du lundi au vendredi) | Saint-Cyr-l'École — Rû de Gally ⥋ Saint-Cyr-l'École — Centre Sportif (le samedi) / Guyancourt — Droits de l'Homme (du lundi au vendredi) | Saint-Cyr-l'École — Rû de Gally ⥋ Saint-Cyr-l'École — Centre Sportif (le samedi) / Guyancourt — Droits de l'Homme (du lundi au vendredi) | Saint-Cyr-l'École — Rû de Gally ⥋ Saint-Cyr-l'École — Centre Sportif (le samedi) / Guyancourt — Droits de l'Homme (du lundi au vendredi) | Saint-Cyr-l'École — Rû de Gally ⥋ Saint-Cyr-l'École — Centre Sportif (le samedi) / Guyancourt — Droits de l'Homme (du lundi au vendredi) |
| 6254  | Ouverture / Fermeture — / — | Longueur — | Durée 15-30 min | Nb. d’arrêts 22 | Matériel — | Jours de fonctionnement L, Ma, Me, J, V, S                                                                                               | Jour / Soir / Nuit / Fêtes O / N / N / N                                                                                                 | Voy. / an — | Dépôt Versailles |
| 6254  | Desserte : - Villes et lieux desservis : Saint-Cyr-l'École et Guyancourt - Gares desservies : Saint-Cyr, Les Portes de Saint-Cyr, Allée Royale | | | | | | | | |
| 6254  | Autre : - Zone traversée : 5 - Arrêts non accessibles aux UFR : — - Amplitudes horaires : La ligne fonctionne du lundi au vendredi de 6 h 20 à 20 h 40 et le samedi jusqu'à 20 h 45. - Date de dernière mise à jour : 6 janvier 2024.                                           | | | | | | | | |
| 6254  | Dernière actualisation : — | | | | | | | | |

### Lignes 6270 à 6279
| Ligne | Caractéristiques | Caractéristiques                                                            | Caractéristiques                                                            | Caractéristiques                                                            | Caractéristiques                                                            | Caractéristiques                                                            | Caractéristiques                                                            | Caractéristiques                                                            | Caractéristiques                                                            |
| 6276  | Gare de Vaucresson ⥋ Noisy-le-Roi — Cimetière ou Prés de Renneuil (arrivée) | Gare de Vaucresson ⥋ Noisy-le-Roi — Cimetière ou Prés de Renneuil (arrivée) | Gare de Vaucresson ⥋ Noisy-le-Roi — Cimetière ou Prés de Renneuil (arrivée) | Gare de Vaucresson ⥋ Noisy-le-Roi — Cimetière ou Prés de Renneuil (arrivée) | Gare de Vaucresson ⥋ Noisy-le-Roi — Cimetière ou Prés de Renneuil (arrivée) | Gare de Vaucresson ⥋ Noisy-le-Roi — Cimetière ou Prés de Renneuil (arrivée) | Gare de Vaucresson ⥋ Noisy-le-Roi — Cimetière ou Prés de Renneuil (arrivée) | Gare de Vaucresson ⥋ Noisy-le-Roi — Cimetière ou Prés de Renneuil (arrivée) | Gare de Vaucresson ⥋ Noisy-le-Roi — Cimetière ou Prés de Renneuil (arrivée) |
| ----- | --- | --------------------------------------------------------------------------- | --------------------------------------------------------------------------- | --------------------------------------------------------------------------- | --------------------------------------------------------------------------- | --------------------------------------------------------------------------- | --------------------------------------------------------------------------- | --------------------------------------------------------------------------- | --------------------------------------------------------------------------- |
| 6276  | Ouverture / Fermeture — / — | Longueur —                                                                  | Durée 25-35 min                                                             | Nb. d’arrêts 24                                                             | Matériel Intouro                                                            | Jours de fonctionnement L, Ma, Me, J, V                                     | Jour / Soir / Nuit / Fêtes O / N / N / N                                    | Voy. / an —                                                                 | Dépôt Plaisir,La Celle-St-Cloud                                             |
| 6276  | Desserte : - Villes et lieux desservis : Vaucresson, La Celle-Saint-Cloud, Le Chesnay-Rocquencourt (centre commercial Parly 2, hôpital André-Mignot), Bailly (mairie) et Noisy-le-Roi (centre commercial) - Gares desservies : Vaucresson et Noisy-le-Roi |                                                                             |                                                                             |                                                                             |                                                                             |                                                                             |                                                                             |                                                                             |                                                                             |
| 6276  | Autre : - Zones traversées : 4 et 5 - Arrêts non accessibles aux UFR : — - Amplitudes horaires : La ligne est en service du lundi au vendredi de 6 h 15 à 21 h 30, et dès 7 h en période de Noël et durant une partie des vacances d'été. - 'Particularités : À Noisy-le-Roi, le terminus est à Prés de Renneuil et le départ se fait à Cimetière. - Date de dernière mise à jour : 6 janvier 2024. |                                                                             |                                                                             |                                                                             |                                                                             |                                                                             |                                                                             |                                                                             |                                                                             |
| 6276  | Dernière actualisation : — |                                                                             |                                                                             |                                                                             |                                                                             |                                                                             |                                                                             |                                                                             |                                                                             |

### Lignes 6280 à 6289
| Ligne | Caractéristiques | Caractéristiques | Caractéristiques | Caractéristiques | Caractéristiques | Caractéristiques | Caractéristiques | Caractéristiques | Caractéristiques |
| 6280  | Louveciennes — Gare SNCF ⥋ Rueil-Malmaison — Saint-Cucufa (Madeleine-Daniélou) | Louveciennes — Gare SNCF ⥋ Rueil-Malmaison — Saint-Cucufa (Madeleine-Daniélou)                                               | Louveciennes — Gare SNCF ⥋ Rueil-Malmaison — Saint-Cucufa (Madeleine-Daniélou)                                               | Louveciennes — Gare SNCF ⥋ Rueil-Malmaison — Saint-Cucufa (Madeleine-Daniélou)                                               | Louveciennes — Gare SNCF ⥋ Rueil-Malmaison — Saint-Cucufa (Madeleine-Daniélou)                                               | Louveciennes — Gare SNCF ⥋ Rueil-Malmaison — Saint-Cucufa (Madeleine-Daniélou)                                               | Louveciennes — Gare SNCF ⥋ Rueil-Malmaison — Saint-Cucufa (Madeleine-Daniélou)                                               | Louveciennes — Gare SNCF ⥋ Rueil-Malmaison — Saint-Cucufa (Madeleine-Daniélou)                                               | Louveciennes — Gare SNCF ⥋ Rueil-Malmaison — Saint-Cucufa (Madeleine-Daniélou)                                               |
| ----- | --- | --- | --- | --- | --- | --- | --- | --- | --- |
| 6280  | Ouverture / Fermeture — / — | Longueur 13,25 km | Durée 35-65 min | Nb. d’arrêts 13 | Matériel Citaro C2 S 415 ÜL                                                                                                  | Jours de fonctionnement L, Ma, Me, J, V                                                                                      | Jour / Soir / Nuit / Fêtes O / N / N / N                                                                                     | Voy. / an — | Dépôt — |
| 6280  | Desserte : - Villes et lieux desservis : Louveciennes, Bougival, La Celle-Saint-Cloud (Centre commercial Élysée 2, Groupe scolaire Morel-de-Vinde, Château de la Châtaigneraie et Bois du Tournebride) Vaucresson (Forêt domaniale de la Malmaison et Centre sportif du Haras Lupin), Garches (Golf de Saint-Cloud) et Rueil-Malmaison (Collèges et lycées Passy Buzenval et Madeleine-Daniélou) - Gare desservie : Louveciennes | | | | | | | | |
| 6280  | Autre : - Zones traversées : 3 et 4 - Arrêts non accessible aux UFR : — - Amplitudes horaires : La ligne fonctionne en période scolaire du lundi au vendredi de 7 h 20 à 8 h 10 et de 16 h 25 à 18 h 5 (lundi, mardi, jeudi et vendredi) / de 13 h 40 à 18 h 5 (mercredi uniquement). - Date de dernière mise à jour : 6 janvier 2024. | | | | | | | | |
| 6280  | Dernière actualisation : — | | | | | | | | |
| 6281  | La Celle-Saint-Cloud — Rousseau ⥋ Saint-Germain-en-Laye — Lycée International | La Celle-Saint-Cloud — Rousseau ⥋ Saint-Germain-en-Laye — Lycée International                                                | La Celle-Saint-Cloud — Rousseau ⥋ Saint-Germain-en-Laye — Lycée International                                                | La Celle-Saint-Cloud — Rousseau ⥋ Saint-Germain-en-Laye — Lycée International                                                | La Celle-Saint-Cloud — Rousseau ⥋ Saint-Germain-en-Laye — Lycée International                                                | La Celle-Saint-Cloud — Rousseau ⥋ Saint-Germain-en-Laye — Lycée International                                                | La Celle-Saint-Cloud — Rousseau ⥋ Saint-Germain-en-Laye — Lycée International                                                | La Celle-Saint-Cloud — Rousseau ⥋ Saint-Germain-en-Laye — Lycée International                                                | La Celle-Saint-Cloud — Rousseau ⥋ Saint-Germain-en-Laye — Lycée International                                                |
| 6281  | Ouverture / Fermeture — / — | Longueur 29,25 km | Durée 10 à 65 min | Nb. d’arrêts 42 | Matériel Intouro | Jours de fonctionnement L, Ma, Me, J, V                                                                                      | Jour / Soir / Nuit / Fêtes O / N / N / N                                                                                     | Voy. / an — | Dépôt — |
| 6281  | Desserte : - Villes et lieux desservis : La Celle-Saint-Cloud, Le Vésinet, Croissy-sur-Seine, Bougival, Louveciennes, Le Port-Marly, Le Pecq et Saint-Germain-en-Laye - Station et gare desservie : Bougival et Louveciennes | | | | | | | | |
| 6281  | Autre : - Zone traversée : : 4 - Arrêts non accessibles aux UFR : — - Amplitudes horaires : La ligne est en service du lundi au vendredi en période scolaire de 7 h à 9 h puis de 16 h 5 à 18 h 25 / de 12 h 40 à 18 h 5 (le mercredi uniquement). - Date de dernière mise à jour : 6 janvier 2024. | | | | | | | | |
| 6281  | Dernière actualisation : — | | | | | | | | |
| 6282  | La Celle-Saint-Cloud — Bourg / Bougival — Pont de Bougival ⥋ Versailles — Place Laboulaye / Le Chesnay — Blanche de Castille | La Celle-Saint-Cloud — Bourg / Bougival — Pont de Bougival ⥋ Versailles — Place Laboulaye / Le Chesnay — Blanche de Castille | La Celle-Saint-Cloud — Bourg / Bougival — Pont de Bougival ⥋ Versailles — Place Laboulaye / Le Chesnay — Blanche de Castille | La Celle-Saint-Cloud — Bourg / Bougival — Pont de Bougival ⥋ Versailles — Place Laboulaye / Le Chesnay — Blanche de Castille | La Celle-Saint-Cloud — Bourg / Bougival — Pont de Bougival ⥋ Versailles — Place Laboulaye / Le Chesnay — Blanche de Castille | La Celle-Saint-Cloud — Bourg / Bougival — Pont de Bougival ⥋ Versailles — Place Laboulaye / Le Chesnay — Blanche de Castille | La Celle-Saint-Cloud — Bourg / Bougival — Pont de Bougival ⥋ Versailles — Place Laboulaye / Le Chesnay — Blanche de Castille | La Celle-Saint-Cloud — Bourg / Bougival — Pont de Bougival ⥋ Versailles — Place Laboulaye / Le Chesnay — Blanche de Castille | La Celle-Saint-Cloud — Bourg / Bougival — Pont de Bougival ⥋ Versailles — Place Laboulaye / Le Chesnay — Blanche de Castille |
| 6282  | Ouverture / Fermeture — / — | Longueur 18,35 km | Durée 25 à 35 min | Nb. d’arrêts 14 / 7 | Matériel Intouro GX 337 | Jours de fonctionnement L, Ma, Me, J, V                                                                                      | Jour / Soir / Nuit / Fêtes O / N / N / N                                                                                     | Voy. / an — | Dépôt — |
| 6282  | Desserte : - Villes et lieux desservis : Bougival, La Celle-Saint-Cloud, Le Chesnay et Versailles - Station et gare desservie : Bougival (services Bougival-Le Chesnay uniquement). | | | | | | | | |
| 6282  | Autre : - Zone traversée : : 4 - Arrêts non accessibles aux UFR : — - Amplitudes horaires : La ligne est en service du lundi au vendredi en période scolaire de 7 h 25 à 8 h 25 puis de 16 h 10 à 17 h 45 / de 12 h 35 à 13 h 10 (le mercredi uniquement). - Date de dernière mise à jour : 6 janvier 2024. | | | | | | | | |
| 6282  | Dernière actualisation : — | | | | | | | | |
| 6283  | Noisy-le-Roi — Tuilerie - Bignon ⥋ La Celle-Saint-Cloud — Lycée Pierre Corneille | Noisy-le-Roi — Tuilerie - Bignon ⥋ La Celle-Saint-Cloud — Lycée Pierre Corneille                                             | Noisy-le-Roi — Tuilerie - Bignon ⥋ La Celle-Saint-Cloud — Lycée Pierre Corneille                                             | Noisy-le-Roi — Tuilerie - Bignon ⥋ La Celle-Saint-Cloud — Lycée Pierre Corneille                                             | Noisy-le-Roi — Tuilerie - Bignon ⥋ La Celle-Saint-Cloud — Lycée Pierre Corneille                                             | Noisy-le-Roi — Tuilerie - Bignon ⥋ La Celle-Saint-Cloud — Lycée Pierre Corneille                                             | Noisy-le-Roi — Tuilerie - Bignon ⥋ La Celle-Saint-Cloud — Lycée Pierre Corneille                                             | Noisy-le-Roi — Tuilerie - Bignon ⥋ La Celle-Saint-Cloud — Lycée Pierre Corneille                                             | Noisy-le-Roi — Tuilerie - Bignon ⥋ La Celle-Saint-Cloud — Lycée Pierre Corneille                                             |
| 6283  | Ouverture / Fermeture — / — | Longueur — | Durée 25 à 50 min | Nb. d’arrêts 18 | Matériel Intouro | Jours de fonctionnement L, Ma, Me, J, V                                                                                      | Jour / Soir / Nuit / Fêtes O / N / N / N                                                                                     | Voy. / an — | Dépôt — |
| 6283  | Desserte : - Villes et lieux desservis : Noisy-le-Roi (centre commercial, mairie), Bailly et La Celle-Saint-Cloud (lycée Pierre-Corneille) - Gare desservie : Noisy-le-Roi | | | | | | | | |
| 6283  | Autre : - Zones traversées : 4 et 5 - Arrêts non accessibles aux UFR : — - Amplitudes horaires : La ligne est en service du lundi au vendredi en période scolaire de 7 h 10 à 8 h 50 puis de 16 h 20 à 18 h 40, anticipé le mercredi de 12 h 20 à 14 h 15. - 'Particularités : - Les deux premières courses du matin commencent à Rond-Point des Chênes ou Gare de Noisy-le-Roi, et la troisième course est directe de Tuilerie à Centre Commercial. - Le lundi, le mardi, le jeudi et le vendredi, les deux premières courses retour sont doublées, avec les courses de renfort qui sont limitées à Forêt de Cruye. - Interdiction de trafic local : L'arrêt Grande Terrasse est réservé uniquement à la montée en direction de Noisy-le-Roi et à la descente dans le sens inverse. - Date de dernière mise à jour : 6 janvier 2024. | | | | | | | | |
| 6283  | Dernière actualisation : — | | | | | | | | |
| 6284  | Buc — Lycée Franco-Allemand ⥋ Garches — Mairie | Buc — Lycée Franco-Allemand ⥋ Garches — Mairie                                                                               | Buc — Lycée Franco-Allemand ⥋ Garches — Mairie                                                                               | Buc — Lycée Franco-Allemand ⥋ Garches — Mairie                                                                               | Buc — Lycée Franco-Allemand ⥋ Garches — Mairie                                                                               | Buc — Lycée Franco-Allemand ⥋ Garches — Mairie                                                                               | Buc — Lycée Franco-Allemand ⥋ Garches — Mairie                                                                               | Buc — Lycée Franco-Allemand ⥋ Garches — Mairie                                                                               | Buc — Lycée Franco-Allemand ⥋ Garches — Mairie                                                                               |
| 6284  | Ouverture / Fermeture — / — | Longueur 18,65 km | Durée 50-55 min | Nb. d’arrêts 28 | Matériel Standard 3 portes                                                                                                   | Jours de fonctionnement L, Ma, Me, J, V                                                                                      | Jour / Soir / Nuit / Fêtes O / N / N / N                                                                                     | Voy. / an — | Dépôt — |
| 6284  | Desserte : - Villes et lieux desservis : Garches (Poste et Mairie), Vaucresson (Résidence Pré au Bois, Stade, Forêt Domaniale de la Malmaison, Lycée Toulouse-Lautrec, Domaine de la Marche, Résidence Les Lauriers et Résidence de Jardy), Marnes-la-Coquette (Parc Départemental des Haras de Jardy), Versailles (Résidence Gauthier de Clagny, Université Versailles - Saint-Quentin, Tribunal Administratif, Lycée Hoche, Préfecture, Mairie, Lycée La Bruyère et Cimetière des Gonards) et Buc (Bois des Gonards, Chêne de louis XIV, Collège Martin Luther King et Lycée Franco-Allemand) - Gares desservies : Vaucresson et Versailles-Chantiers | | | | | | | | |
| 6284  | Autre : - Zone traversée : 4 - Arrêts non accessibles aux UFR : Raymond Poincaré, Pré aux Bois, Rond-Point de l'Étoile, Place du Général Leclerc, Foch, Haras de Jardy, Université et République - États-Unis - Amplitudes horaires : La ligne fonctionne en période scolaire du lundi au vendredi de 7 h 20 à 8 h 30 puis de 16 h 35 à 17 h 30 (lundi, mardi, jeudi et vendredi) / de 13 h 40 à 14 h 30 (mercredi uniquement). - Date de dernière mise à jour : 6 janvier 2024. | | | | | | | | |
| 6284  | Dernière actualisation : — | | | | | | | | |
| 6285  | Versailles — Place Laboulaye ⥋ Garches — Mairie | Versailles — Place Laboulaye ⥋ Garches — Mairie                                                                              | Versailles — Place Laboulaye ⥋ Garches — Mairie                                                                              | Versailles — Place Laboulaye ⥋ Garches — Mairie                                                                              | Versailles — Place Laboulaye ⥋ Garches — Mairie                                                                              | Versailles — Place Laboulaye ⥋ Garches — Mairie                                                                              | Versailles — Place Laboulaye ⥋ Garches — Mairie                                                                              | Versailles — Place Laboulaye ⥋ Garches — Mairie                                                                              | Versailles — Place Laboulaye ⥋ Garches — Mairie                                                                              |
| 6285  | Ouverture / Fermeture — / — | Longueur 11,70 km | Durée 25-40 min | Nb. d’arrêts 18 | Matériel Standard 3 portes                                                                                                   | Jours de fonctionnement L, Ma, Me, J, V                                                                                      | Jour / Soir / Nuit / Fêtes O / N / N / N                                                                                     | Voy. / an — | Dépôt — |
| 6285  | Desserte : - Villes et lieux desservis : Garches (Poste et Mairie), Vaucresson (Résidence Pré au Bois, Stade, Forêt Domaniale de la Malmaison et Lycée Toulouse-Lautrec), Le Chesnay-Rocquencourt (Centre Hospitalier de Versailles et Association Blanche-de-Castille) et Versailles - Gare desservie : Vaucresson | | | | | | | | |
| 6285  | Autre : - Zones traversées : 3 et 4 - Arrêt non accessible aux UFR : — - Amplitudes horaires : La ligne fonctionne en période scolaire du lundi au vendredi de 7 h 20 à 9 h puis de 12 h 40 à 13 h 5 puis de 15 h 5 à 18 h 40. - Date de dernière mise à jour : 6 janvier 2024. | | | | | | | | |
| 6285  | Dernière actualisation : — | | | | | | | | |
| 6286  | Vaucresson — Collège Yves-du-Manoir ⥋ Vaucresson — Victor Duret | Vaucresson — Collège Yves-du-Manoir ⥋ Vaucresson — Victor Duret                                                              | Vaucresson — Collège Yves-du-Manoir ⥋ Vaucresson — Victor Duret                                                              | Vaucresson — Collège Yves-du-Manoir ⥋ Vaucresson — Victor Duret                                                              | Vaucresson — Collège Yves-du-Manoir ⥋ Vaucresson — Victor Duret                                                              | Vaucresson — Collège Yves-du-Manoir ⥋ Vaucresson — Victor Duret                                                              | Vaucresson — Collège Yves-du-Manoir ⥋ Vaucresson — Victor Duret                                                              | Vaucresson — Collège Yves-du-Manoir ⥋ Vaucresson — Victor Duret                                                              | Vaucresson — Collège Yves-du-Manoir ⥋ Vaucresson — Victor Duret                                                              |
| 6286  | Ouverture / Fermeture — / — | Longueur 4,85 km | Durée 10-15 min | Nb. d’arrêts 9 | Matériel Standard 3 portes                                                                                                   | Jours de fonctionnement L, Ma, Me, J, V                                                                                      | Jour / Soir / Nuit / Fêtes O / N / N / N                                                                                     | Voy. / an — | Dépôt — |
| 6286  | Desserte : - Ville et lieux desservis : Vaucresson (Collège Yves du Manoir, Stade municipal, Cimetière et Résidence Le Nôtre) - Gare desservie : Vaucresson | | | | | | | | |
| 6286  | Autre : - Zone traversée : 4 - Arrêt non accessible aux UFR : — - Amplitudes horaires : La ligne fonctionne en période scolaire du lundi au vendredi de 7 h 45 à 8 h 50 puis de 16 h 50 à 17 h 55 (lundi, mardi, jeudi et vendredi) / de 12 h 20 à 12 h 30 puis de 16 h 50 à 17 h 55 (mercredi uniquement). - Date de dernière mise à jour : 6 janvier 2024. | | | | | | | | |
| 6286  | Dernière actualisation : — | | | | | | | | |
| 6287  | Versailles — Gare Rive Gauche ⥋ Rueil-Malmaison — Centre Madeleine-Daniélou / Rueil-Malmaison — Collège Passy-Buzenval | Versailles — Gare Rive Gauche ⥋ Rueil-Malmaison — Centre Madeleine-Daniélou / Rueil-Malmaison — Collège Passy-Buzenval       | Versailles — Gare Rive Gauche ⥋ Rueil-Malmaison — Centre Madeleine-Daniélou / Rueil-Malmaison — Collège Passy-Buzenval       | Versailles — Gare Rive Gauche ⥋ Rueil-Malmaison — Centre Madeleine-Daniélou / Rueil-Malmaison — Collège Passy-Buzenval       | Versailles — Gare Rive Gauche ⥋ Rueil-Malmaison — Centre Madeleine-Daniélou / Rueil-Malmaison — Collège Passy-Buzenval       | Versailles — Gare Rive Gauche ⥋ Rueil-Malmaison — Centre Madeleine-Daniélou / Rueil-Malmaison — Collège Passy-Buzenval       | Versailles — Gare Rive Gauche ⥋ Rueil-Malmaison — Centre Madeleine-Daniélou / Rueil-Malmaison — Collège Passy-Buzenval       | Versailles — Gare Rive Gauche ⥋ Rueil-Malmaison — Centre Madeleine-Daniélou / Rueil-Malmaison — Collège Passy-Buzenval       | Versailles — Gare Rive Gauche ⥋ Rueil-Malmaison — Centre Madeleine-Daniélou / Rueil-Malmaison — Collège Passy-Buzenval       |
| 6287  | Ouverture / Fermeture — / — | Longueur — | Durée 55-80 min | Nb. d’arrêts 28 | Matériel — | Jours de fonctionnement L, Ma, Me, J, V                                                                                      | Jour / Soir / Nuit / Fêtes O / N / N / N                                                                                     | Voy. / an — | Dépôt Plaisir |
| 6287  | Desserte : - Villes et lieux desservis : Versailles, Le Chesnay-Rocquencourt, La Celle-Saint-Cloud, Vaucresson et Rueil-Malmaison - Gares desservies : Versailles-Château-Rive-Gauche et Versailles-Rive-Droite | | | | | | | | |
| 6287  | Autre : - Zones traversées : 3 et 4 - Arrêts non accessibles aux UFR : — - Amplitudes horaires : La ligne fonctionne en période du lundi au vendredi à raison de trois allers-retours selon les trajets suivants : - 6287A : de Versailles à Centre Madeleine-Daniélou par le stade de la Marche ; - 6287B : de Versailles à Centre Madeleine-Daniélou par le collège Rameau ; - 6287C : de Versailles à Collège Passy par le collège Rameau. Au retour le mercredi à midi, la ligne assure un trajet unique vers Versailles à raison de deux départs. - Date de dernière mise à jour : 6 janvier 2024. | | | | | | | | |
| 6287  | Dernière actualisation : — | | | | | | | | |
| 6288  | Saint-Exupéry ⥋ Ferme de Gally | Saint-Exupéry ⥋ Ferme de Gally                                                                                               | Saint-Exupéry ⥋ Ferme de Gally                                                                                               | Saint-Exupéry ⥋ Ferme de Gally                                                                                               | Saint-Exupéry ⥋ Ferme de Gally                                                                                               | Saint-Exupéry ⥋ Ferme de Gally                                                                                               | Saint-Exupéry ⥋ Ferme de Gally                                                                                               | Saint-Exupéry ⥋ Ferme de Gally                                                                                               | Saint-Exupéry ⥋ Ferme de Gally                                                                                               |
| 6288  | Ouverture / Fermeture 11 juillet 2022 / — | Longueur — | Durée — | Nb. d’arrêts 9 | Matériel — | Jours de fonctionnement L, Ma, Me, J, V                                                                                      | Jour / Soir / Nuit / Fêtes O / N / N / N                                                                                     | Voy. / an — | Dépôt — |
| 6288  | Desserte : - Villes et lieux desservis : Montigny-le-Bretonneux, Saint-Cyr-l'École - Gares desservies : Saint-Cyr, Les Portes de Saint-Cyr, Allée Royale | | | | | | | | |
| 6288  | Autre : - Zone traversée : 5 - Arrêts non accessibles aux UFR : — - Amplitudes horaires : - Particularités : Nouvelle ligne à compter du 11 juillet 2022. - Date de dernière mise à jour : 6 janvier 2024. | | | | | | | | |
| 6288  | Dernière actualisation : — | | | | | | | | |

## Gestion et exploitation
Les réseaux de transports en commun franciliens sont organisés par Île-de-France Mobilités. L'exploitation du réseau de bus Grand Versailles revient à Transdev Versailles depuis le 1er août 2023.

### Parc de véhicules

#### Dépôts
Les véhicules sont remisés dans les Centres Opérationnels Bus (COB) de Versailles - Mortemets, Plaisir - Les Gâtines, et La Celle-Saint-Cloud. Les dépôts ont pour mission de remiser les différents véhicules, mais également d'assurer leur entretien préventif et curatif. L'entretien curatif ou correctif a lieu quand une panne ou un dysfonctionnement est signalé par un machiniste.

#### Détails du parc
Le réseau de bus Grand Versailles est doté d'un parc de véhicules composé de minibus, midibus, autobus standards et autocars interurbains.

#### Minibus
| Constructeur | Modèle   | Nombre | Numéros de parc | Période de mise en service      | Affectation | Observations                                 |
| ------------ | -------- | ------ | --------------- | ------------------------------- | ----------- | -------------------------------------------- |
| Integralia   | In-Urban | 3      | 234006-234008   | Entre Juin 2016 et Octobre 2018 | 6216        | Ex-Transdev Nanterre depuis le 1er août 2023 |

#### Midibus
| Constructeur | Modèle   | Nombre | Numéros de parc                                             | Période de mise en service          | Affectations                                 | Observations |
| ------------ | -------- | ------ | ----------------------------------------------------------- | ----------------------------------- | -------------------------------------------- | --- |
| Heuliez Bus  | GX 127   | 7      | 94685 ; 233022-233024 ; 233028-233029 ; 233036              | Entre Novembre 2010 et Août 2012    | 6207 6208 6209 6210 6241 6243 6252 6253 6254 | 233022-233024 : Ex-Cars Hourtoule depuis le 1er août 2023 233028-233029 : Ex-Keolis Yvelines depuis le 1er août 2023 233036 : Ex-Keolis Versailles depuis le 1er août 2023 94685 : Ex-Transdev Savoie depuis le 1er janvier 2024                                        |
| Heuliez Bus  | GX 127 L | 6      | 233025-233027 ; 233035 ; 233037-233038                      | Entre Mars 2009 et Juin 2013        | 6207 6208 6209 6210 6252 6253 6254           | 233025-233027 : Ex-Keolis Yvelines depuis le 1er août 2023 233035, 233037-233038 : Ex-Keolis Versailles depuis le 1er août 2023 |
| Heuliez Bus  | GX 137   | 5      | 233019-233021 ; 233041-233042                               | Entre Février 2015 et Décembre 2017 | 6207 6208 6209 6210 6241 6243 6252 6253 6254 | 233019-233021 : Ex-STAVO depuis le 1er août 2023 233041-233042 : Ex-Keolis Versailles depuis le 1er août 2023 |
| Heuliez Bus  | GX 137 L | 23     | 72509-72511 ; 233030-233034 ; 233039-233040 ; 233043-233055 | Entre Octobre 2014 et Décembre 2018 | 6207 6208 6209 6210 6231 6252 6253 6254      | 233030-233034 : Ex-Keolis Yvelines depuis le 1er août 2023 233039-233040, 233043-233055 : Ex-Keolis Versailles depuis le 1er août 2023 72510-72511 : Ex-Transdev Urbain Grasse depuis le 1er novembre 2023 72509 : Ex-Transdev Urbain Grasse depuis le 1er janvier 2024 |

#### Autobus standards
| Constructeur  | Modèle          | Nombre | Numéros de parc | Période de mise en service         | Affectations                                                                         | Observations |
| ------------- | --------------- | ------ | --- | ---------------------------------- | ------------------------------------------------------------------------------------ | --- |
| Heuliez Bus   | GX 327          | 3      | 231284, 231286-231287                                                                                                   | Entre Juillet 2012 et Juillet 2013 | 6227 6230 6231 6246                                                                  | Ex-Transdev Nanterre depuis le 1er août 2023 |
| Heuliez Bus   | GX 337          | 31     | 231288-231289 ; 231301 ; 231395-231422                                                                                  | Entre Juillet 2014 et Octobre 2020 | 6201 6202 6203 6204 6227 6230 6231 6246 6282                                         | 231288-231289 : Ex-Transdev Nanterre depuis le 1er août 2023 231301 : Ex-Transdev STRAV depuis le 1er août 2023 231395-231422 : Ex-Keolis Versailles depuis le 1er août 2023 |
| Heuliez Bus   | GX 337 Hybrid   | 4      | 231295-231296 ; 231302 ; 231309                                                                                         | Entre Juin 2015 et Décembre 2018   | 6205 6206 6213 6214 6227 6230 6231 6246                                              | 231295-231296, 231302 : Ex-Transdev Nanterre depuis le 1er août 2023 231309 : Ex-STAVO depuis le 1er août 2023 |
| Irisbus       | Citelis 12      | 2      | 231319-231320 | Depuis Novembre 2007               | En réserve                                                                           | Ex-Keolis Versailles depuis le 1er août 2023 |
| Iveco Bus     | Urbanway 12     | 4      | 231380-231383 | Depuis Avril 2015                  | 6201 6202 6203 6204 6205 6206 6213 6214                                              | Ex-Keolis Versailles depuis le 1er août 2023 |
| Iveco Bus     | Urbanway 12 GNV | 18     | 231035-231041 ; 241141-241151                                                                                           | Entre Mai 2023 et Octobre 2024     | 6211 6217 6240 6251 6276                                                             | 231035-231041 : Ex-Cars Hourtoule depuis les 1er septembre 2023 et 1er octobre 2023 |
| Mercedes-Benz | Citaro C2       | 35     | 231290-231294 ; 231297-231300 ; 231303 ; 231305-231308 ; 231310-231311 ; 231314-231316 ; 231375-231379, ; 231384-231394 | Entre Avril 2014 et Octobre 2018   | 6201 6202 6203 6204 6205 6206 6211 6213 6214 6217 6227 6230 6231 6240 6246 6251 6276 | 231290-231292 : Ex-Transdev TVO depuis le 1er août 2023 231293-231294, 231297 : Ex-Transdev Vaux-le-Pénil depuis le 1er août 2023 231298-231300, 231303 : Ex-Transdev Nanterre depuis le 1er août 2023 231305-231308, 231310-231311 : Ex-STAVO depuis le 1er août 2023 231314-231316 : Ex-Cars Hourtoule depuis le 1er août 2023 231375-231379, 231384-231394 : Ex-Keolis Versailles depuis le 1er août 2023 |
| Mercedes-Benz | Citaro Facelift | 58     | 201371, 221282, 231282-231283, 231285, 231322-231374                                                                    | Entre Janvier 2009 et Août 2013    | 6201 6202 6203 6204 6205 6206 6211 6213 6214 6227 6230 6231 6240 6251 6254 6246      | 201371 : Ex-Transdev Lieusaint depuis le 1er août 2023 221282 : Ex-Keolis Vélizy depuis le 1er août 2023 231282-231283 : Ex-Transdev Ecquevilly depuis le 1er août 2023 231285 : Ex-Transdev Vaux-le-Pénil depuis le 1er août 2023 231322-231374 : Ex-Keolis Versailles depuis le 1er août 2023 |
| Setra         | S 415 NF        | 3      | 231304 ; 231312-231313                                                                                                  | Depuis Septembre 2011              | 6211 6217 6240 6251                                                                  | 231304 : Ex-STAVO depuis le 1er août 2023 231312-231313 : Ex-Cars Hourtoule depuis le 1er août 2023 |

#### Autocars interurbains
| Constructeur  | Modèle           | Nombre | Numéros de parc        | Période de mise en service       | Affectations                                                | Observations |
| ------------- | ---------------- | ------ | ---------------------- | -------------------------------- | ----------------------------------------------------------- | --- |
| Irisbus       | Crossway         | 5      | 237449-237453          | Depuis Juin 2009                 | 6217 6251 6276 6283 6287 6288                               | Ex-Cars Hourtoule depuis le 1er août 2023                                                                                |
| Iveco Bus     | Crossway Line NP | 3      | 237061-237063          | Entre Juin 2023 et Juillet 2023  | 6217 6251 6276 6283 6287 6288                               | 237061, 237063 : Ex-Cars Hourtoule depuis les 1er octobre 2023 et 1er novembre 2023                                      |
| Mercedes-Benz | Intouro II       | 8      | 237457-237463 ; 237465 | Entre Novembre 2015 et Août 2021 | 6217 6251 6276 6280 6281 6282 6283 6284 6285 6286 6287 6288 | Ex-Transdev Ecquevilly depuis le 1er août 2023                                                                           |
| Mercedes-Benz | Intouro II E     | 2      | 217339 ; 237455        | Entre Juin 2012 et Août 2012     | 6217 6251 6276 6280 6281 6282 6283 6284 6285 6286 6287 6288 | 217339 : Ex-Transdev Montesson La Boucle depuis le 1er août 2023 237455 : Ex-Transdev Ecquevilly depuis le 1er août 2023 |
| Mercedes-Benz | Intouro II M     | 1      | 237464                 | Depuis Septembre 2020            | 6280 6281 6282 6283 6284 6285 6286                          | Ex-Transdev Nanterre depuis le 1er août 2023                                                                             |
| Setra         | S 415 ÜL         | 1      | 237456                 | Depuis Août 2012                 | 6217 6251 6276 6283 6287 6288                               | Ex-STAVO depuis le 1er août 2023                                                                                         |

### Tarification et fonctionnement

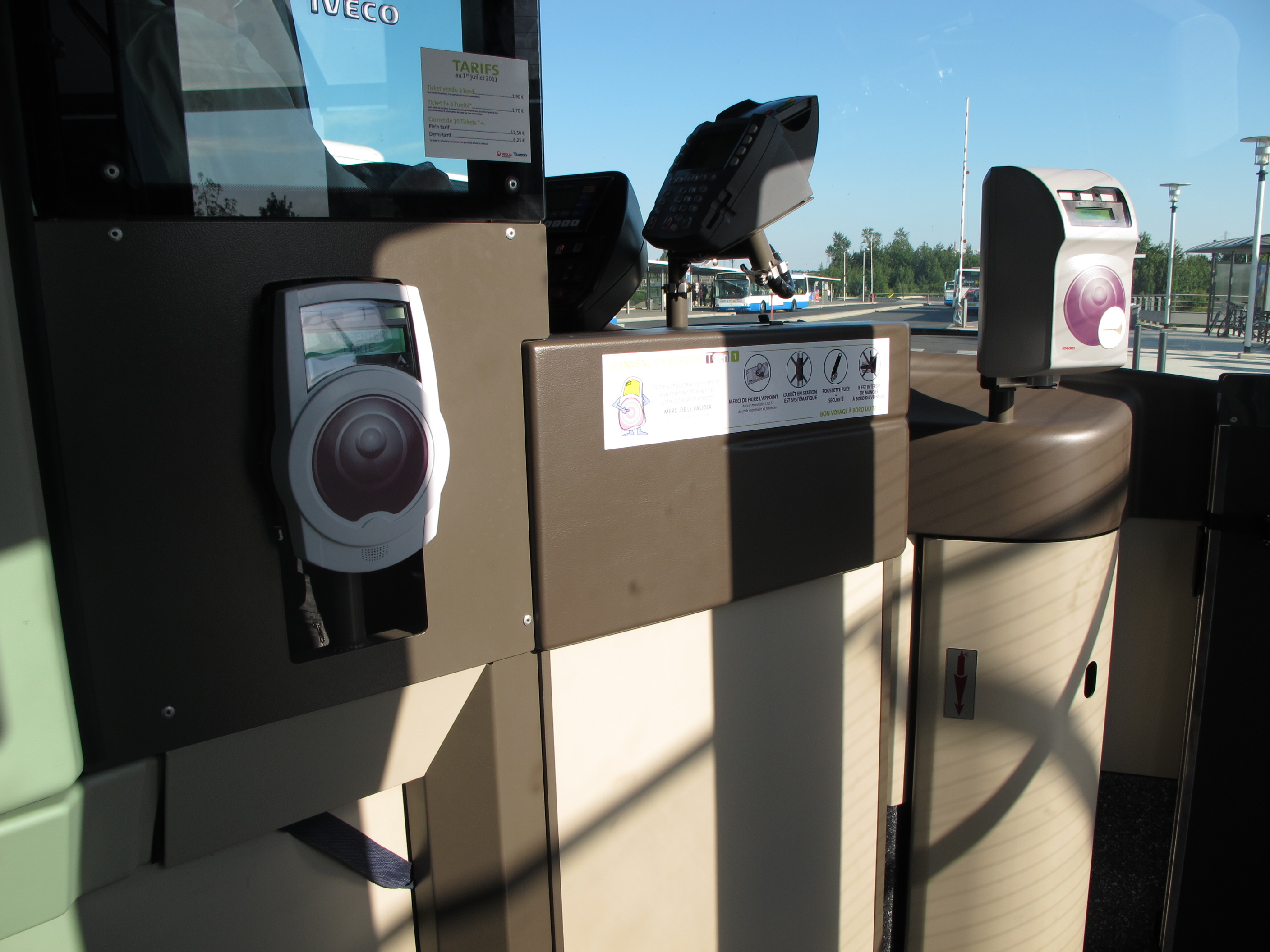
Validateurs pour passes Navigo (à gauche) et pour tickets carton (à droite) présents dans les bus et tramway.

La tarification des lignes d'autobus d'Île-de-France est unifiée et accessible avec les mêmes abonnements. Un ticket « bus-tram », qui remplace le ticket t+ au 1er janvier 2025, permet un trajet simple quelle que soit la distance, avec une ou plusieurs correspondances possibles avec les autres lignes de bus et de tramway pendant une durée maximale de 1 h 30 entre la première et dernière validation. En revanche, un ticket validé dans un bus ne permet pas d'emprunter le métro, ni le Transilien et le RER. Les lignes Orlybus et Roissybus, assurant de façon directe les dessertes aéroportuaires via autoroute, disposent d'une tarification spécifique mais sont accessibles avec les abonnements habituels.
Les tarifs des billets et abonnements dont le montant est limité par décision politique ne couvrent pas les frais réels de transport. Le manque à gagner est compensé par l'autorité organisatrice, Île-de-France Mobilités, présidée depuis 2005 par le président du conseil régional d'Île-de-France et composé d'élus locaux. Elle définit les conditions générales d'exploitation ainsi que la durée et la fréquence des services. L'équilibre financier du fonctionnement est assuré par une dotation globale annuelle aux transporteurs de la région grâce au versement mobilité payé par les entreprises et aux contributions des collectivités publiques.